# Llista d'asteroides (240001-241000)
Llista d'asteroides del 240.001 al 241.000, amb data de descoberta i descobridor. És un fragment de la llista d'asteroides completa. Als asteroides se'ls dona un número quan es confirma la seva òrbita, per tant apareixen llistats aproximadament segons la data de descobriment.

## 240001-240100
| Nom            | Designació provisional | Data de descobriment   | Lloc de descobriment | Descobridor/s              |
| -------------- | ---------------------- | ---------------------- | -------------------- | -------------------------- |
| 240001         | 2001 SC273             | 26 de setembre de 2001 | Palomar              | NEAT                       |
| 240002         | 2001 SB300             | 20 de setembre de 2001 | Socorro              | LINEAR                     |
| 240003         | 2001 SU313             | 21 de setembre de 2001 | Socorro              | LINEAR                     |
| 240004         | 2001 SN351             | 18 de setembre de 2001 | Apache Point         | Sloan Digital Sky Survey   |
| 240005         | 2001 TY22              | 13 d'octubre de 2001   | Socorro              | LINEAR                     |
| 240006         | 2001 TC23              | 13 d'octubre de 2001   | Socorro              | LINEAR                     |
| 240007         | 2001 TQ47              | 14 d'octubre de 2001   | Cima Ekar            | Asiago-DLR Asteroid Survey |
| 240008         | 2001 TL52              | 13 d'octubre de 2001   | Socorro              | LINEAR                     |
| 240009         | 2001 TC62              | 13 d'octubre de 2001   | Socorro              | LINEAR                     |
| 240010         | 2001 TK142             | 10 d'octubre de 2001   | Palomar              | NEAT                       |
| 240011         | 2001 TW143             | 10 d'octubre de 2001   | Palomar              | NEAT                       |
| 240012         | 2001 TA145             | 10 d'octubre de 2001   | Palomar              | NEAT                       |
| 240013         | 2001 TM149             | 10 d'octubre de 2001   | Palomar              | NEAT                       |
| 240014         | 2001 TF154             | 15 d'octubre de 2001   | Palomar              | NEAT                       |
| 240015         | 2001 TN161             | 11 d'octubre de 2001   | Palomar              | NEAT                       |
| 240016         | 2001 TU164             | 11 d'octubre de 2001   | Palomar              | NEAT                       |
| 240017         | 2001 TU199             | 11 d'octubre de 2001   | Socorro              | LINEAR                     |
| 240018         | 2001 TD233             | 15 d'octubre de 2001   | Palomar              | NEAT                       |
| 240019         | 2001 TM241             | 10 d'octubre de 2001   | Kitt Peak            | Spacewatch                 |
| 240020         | 2001 TA250             | 14 d'octubre de 2001   | Apache Point         | Sloan Digital Sky Survey   |
| 240021         | 2001 TX257             | 8 d'octubre de 2001    | Palomar              | NEAT                       |
| 240022 Demitra | 2001 TR258             | 15 d'octubre de 2001   | Palomar              | NEAT                       |
| 240023         | 2001 UJ20              | 16 d'octubre de 2001   | Palomar              | NEAT                       |
| 240024         | 2001 UM39              | 17 d'octubre de 2001   | Socorro              | LINEAR                     |
| 240025         | 2001 UG52              | 17 d'octubre de 2001   | Socorro              | LINEAR                     |
| 240026         | 2001 UN62              | 17 d'octubre de 2001   | Socorro              | LINEAR                     |
| 240027         | 2001 UB63              | 17 d'octubre de 2001   | Socorro              | LINEAR                     |
| 240028         | 2001 UZ66              | 20 d'octubre de 2001   | Socorro              | LINEAR                     |
| 240029         | 2001 UY69              | 17 d'octubre de 2001   | Kitt Peak            | Spacewatch                 |
| 240030         | 2001 UY82              | 20 d'octubre de 2001   | Socorro              | LINEAR                     |
| 240031         | 2001 UA93              | 19 d'octubre de 2001   | Palomar              | NEAT                       |
| 240032         | 2001 UP99              | 17 d'octubre de 2001   | Socorro              | LINEAR                     |
| 240033         | 2001 UL100             | 17 d'octubre de 2001   | Socorro              | LINEAR                     |
| 240034         | 2001 UZ108             | 20 d'octubre de 2001   | Socorro              | LINEAR                     |
| 240035         | 2001 UR110             | 21 d'octubre de 2001   | Socorro              | LINEAR                     |
| 240036         | 2001 UU115             | 22 d'octubre de 2001   | Socorro              | LINEAR                     |
| 240037         | 2001 UX115             | 22 d'octubre de 2001   | Socorro              | LINEAR                     |
| 240038         | 2001 US116             | 22 d'octubre de 2001   | Socorro              | LINEAR                     |
| 240039         | 2001 UC117             | 22 d'octubre de 2001   | Socorro              | LINEAR                     |
| 240040         | 2001 UG132             | 20 d'octubre de 2001   | Socorro              | LINEAR                     |
| 240041         | 2001 UQ177             | 21 d'octubre de 2001   | Socorro              | LINEAR                     |
| 240042         | 2001 UP194             | 18 d'octubre de 2001   | Palomar              | NEAT                       |
| 240043         | 2001 UB195             | 18 d'octubre de 2001   | Palomar              | NEAT                       |
| 240044         | 2001 UX214             | 23 d'octubre de 2001   | Socorro              | LINEAR                     |
| 240045         | 2001 UV224             | 18 d'octubre de 2001   | Palomar              | NEAT                       |
| 240046         | 2001 VC18              | 9 de novembre de 2001  | Socorro              | LINEAR                     |
| 240047         | 2001 VF106             | 12 de novembre de 2001 | Socorro              | LINEAR                     |
| 240048         | 2001 WM3               | 16 de novembre de 2001 | Kitt Peak            | Spacewatch                 |
| 240049         | 2001 WH13              | 17 de novembre de 2001 | Socorro              | LINEAR                     |
| 240050         | 2001 WM23              | 16 de novembre de 2001 | Kitt Peak            | Spacewatch                 |
| 240051         | 2001 WP29              | 17 de novembre de 2001 | Socorro              | LINEAR                     |
| 240052         | 2001 WE31              | 17 de novembre de 2001 | Socorro              | LINEAR                     |
| 240053         | 2001 WB34              | 17 de novembre de 2001 | Socorro              | LINEAR                     |
| 240054         | 2001 WC36              | 17 de novembre de 2001 | Socorro              | LINEAR                     |
| 240055         | 2001 WK37              | 17 de novembre de 2001 | Socorro              | LINEAR                     |
| 240056         | 2001 WP38              | 17 de novembre de 2001 | Socorro              | LINEAR                     |
| 240057         | 2001 WY72              | 20 de novembre de 2001 | Socorro              | LINEAR                     |
| 240058         | 2001 WM81              | 20 de novembre de 2001 | Socorro              | LINEAR                     |
| 240059         | 2001 XT13              | 9 de desembre de 2001  | Socorro              | LINEAR                     |
| 240060         | 2001 XW49              | 10 de desembre de 2001 | Socorro              | LINEAR                     |
| 240061         | 2001 XT69              | 11 de desembre de 2001 | Socorro              | LINEAR                     |
| 240062         | 2001 XD95              | 10 de desembre de 2001 | Socorro              | LINEAR                     |
| 240063         | 2001 XP96              | 10 de desembre de 2001 | Socorro              | LINEAR                     |
| 240064         | 2001 XY139             | 14 de desembre de 2001 | Socorro              | LINEAR                     |
| 240065         | 2001 XX161             | 14 de desembre de 2001 | Socorro              | LINEAR                     |
| 240066         | 2001 XV180             | 14 de desembre de 2001 | Socorro              | LINEAR                     |
| 240067         | 2001 XH225             | 15 de desembre de 2001 | Socorro              | LINEAR                     |
| 240068         | 2001 XM263             | 14 de desembre de 2001 | Socorro              | LINEAR                     |
| 240069         | 2001 YY6               | 17 de desembre de 2001 | Socorro              | LINEAR                     |
| 240070         | 2001 YS22              | 18 de desembre de 2001 | Socorro              | LINEAR                     |
| 240071         | 2001 YD97              | 17 de desembre de 2001 | Socorro              | LINEAR                     |
| 240072         | 2001 YP109             | 18 de desembre de 2001 | Socorro              | LINEAR                     |
| 240073         | 2001 YF162             | 16 de desembre de 2001 | Palomar              | NEAT                       |
| 240074         | 2002 AZ37              | 9 de gener de 2002     | Socorro              | LINEAR                     |
| 240075         | 2002 AE52              | 9 de gener de 2002     | Socorro              | LINEAR                     |
| 240076         | 2002 AC56              | 9 de gener de 2002     | Socorro              | LINEAR                     |
| 240077         | 2002 AJ70              | 8 de gener de 2002     | Socorro              | LINEAR                     |
| 240078         | 2002 AL101             | 8 de gener de 2002     | Socorro              | LINEAR                     |
| 240079         | 2002 AE126             | 12 de gener de 2002    | Socorro              | LINEAR                     |
| 240080         | 2002 AR133             | 9 de gener de 2002     | Socorro              | LINEAR                     |
| 240081         | 2002 AB144             | 13 de gener de 2002    | Socorro              | LINEAR                     |
| 240082         | 2002 AW169             | 14 de gener de 2002    | Socorro              | LINEAR                     |
| 240083         | 2002 AL176             | 14 de gener de 2002    | Socorro              | LINEAR                     |
| 240084         | 2002 AT185             | 8 de gener de 2002     | Socorro              | LINEAR                     |
| 240085         | 2002 AB190             | 11 de gener de 2002    | Kitt Peak            | Spacewatch                 |
| 240086         | 2002 AK200             | 9 de gener de 2002     | Socorro              | LINEAR                     |
| 240087         | 2002 AE202             | 12 de gener de 2002    | Palomar              | NEAT                       |
| 240088         | 2002 AD206             | 13 de gener de 2002    | Apache Point         | Sloan Digital Sky Survey   |
| 240089         | 2002 BH21              | 25 de gener de 2002    | Socorro              | LINEAR                     |
| 240090         | 2002 BR27              | 20 de gener de 2002    | Anderson Mesa        | LONEOS                     |
| 240091         | 2002 CN19              | 4 de febrer de 2002    | Palomar              | NEAT                       |
| 240092         | 2002 CV28              | 6 de febrer de 2002    | Socorro              | LINEAR                     |
| 240093         | 2002 CA52              | 12 de febrer de 2002   | Desert Eagle         | W. K. Y. Yeung             |
| 240094         | 2002 CG69              | 7 de febrer de 2002    | Socorro              | LINEAR                     |
| 240095         | 2002 CL76              | 7 de febrer de 2002    | Socorro              | LINEAR                     |
| 240096         | 2002 CE77              | 7 de febrer de 2002    | Socorro              | LINEAR                     |
| 240097         | 2002 CG92              | 7 de febrer de 2002    | Socorro              | LINEAR                     |
| 240098         | 2002 CP96              | 7 de febrer de 2002    | Socorro              | LINEAR                     |
| 240099         | 2002 CB120             | 7 de febrer de 2002    | Socorro              | LINEAR                     |
| 240100         | 2002 CE131             | 7 de febrer de 2002    | Socorro              | LINEAR                     |

## 240101-240200
| Nom    | Designació provisional | Data de descobriment  | Lloc de descobriment | Descobridor/s              |
| ------ | ---------------------- | --------------------- | -------------------- | -------------------------- |
| 240101 | 2002 CL137             | 8 de febrer de 2002   | Socorro              | LINEAR                     |
| 240102 | 2002 CH172             | 8 de febrer de 2002   | Socorro              | LINEAR                     |
| 240103 | 2002 CW182             | 10 de febrer de 2002  | Socorro              | LINEAR                     |
| 240104 | 2002 CA183             | 10 de febrer de 2002  | Socorro              | LINEAR                     |
| 240105 | 2002 CL185             | 10 de febrer de 2002  | Socorro              | LINEAR                     |
| 240106 | 2002 CT201             | 10 de febrer de 2002  | Socorro              | LINEAR                     |
| 240107 | 2002 CZ215             | 10 de febrer de 2002  | Socorro              | LINEAR                     |
| 240108 | 2002 CD225             | 14 de febrer de 2002  | Bergisch Gladbac     | W. Bickel                  |
| 240109 | 2002 CT243             | 11 de febrer de 2002  | Socorro              | LINEAR                     |
| 240110 | 2002 CW252             | 4 de febrer de 2002   | Haleakala            | NEAT                       |
| 240111 | 2002 CP260             | 7 de febrer de 2002   | Palomar              | NEAT                       |
| 240112 | 2002 CB310             | 6 de febrer de 2002   | Palomar              | NEAT                       |
| 240113 | 2002 CC311             | 10 de febrer de 2002  | Socorro              | LINEAR                     |
| 240114 | 2002 EJ                | 3 de març de 2002     | Socorro              | LINEAR                     |
| 240115 | 2002 EB25              | 10 de març de 2002    | Kitt Peak            | Spacewatch                 |
| 240116 | 2002 EQ52              | 9 de març de 2002     | Socorro              | LINEAR                     |
| 240117 | 2002 EU57              | 13 de març de 2002    | Socorro              | LINEAR                     |
| 240118 | 2002 ET97              | 12 de març de 2002    | Socorro              | LINEAR                     |
| 240119 | 2002 EO98              | 13 de març de 2002    | Socorro              | LINEAR                     |
| 240120 | 2002 EE127             | 12 de març de 2002    | Palomar              | NEAT                       |
| 240121 | 2002 ED154             | 9 de març de 2002     | Socorro              | LINEAR                     |
| 240122 | 2002 ED156             | 11 de març de 2002    | Cima Ekar            | Asiago-DLR Asteroid Survey |
| 240123 | 2002 FD24              | 18 de març de 2002    | Kitt Peak            | Spacewatch                 |
| 240124 | 2002 GK5               | 11 d'abril de 2002    | Socorro              | LINEAR                     |
| 240125 | 2002 GK6               | 13 d'abril de 2002    | Palomar              | NEAT                       |
| 240126 | 2002 GU36              | 2 d'abril de 2002     | Palomar              | NEAT                       |
| 240127 | 2002 GX119             | 12 d'abril de 2002    | Palomar              | NEAT                       |
| 240128 | 2002 GM141             | 13 d'abril de 2002    | Palomar              | NEAT                       |
| 240129 | 2002 GY143             | 13 d'abril de 2002    | Palomar              | NEAT                       |
| 240130 | 2002 GZ152             | 12 d'abril de 2002    | Palomar              | NEAT                       |
| 240131 | 2002 GJ164             | 14 d'abril de 2002    | Palomar              | NEAT                       |
| 240132 | 2002 JD                | 3 de maig de 2002     | Eskridge             | Eskridge                   |
| 240133 | 2002 JU9               | 6 de maig de 2002     | Socorro              | LINEAR                     |
| 240134 | 2002 JC34              | 9 de maig de 2002     | Socorro              | LINEAR                     |
| 240135 | 2002 JN36              | 9 de maig de 2002     | Socorro              | LINEAR                     |
| 240136 | 2002 JG51              | 9 de maig de 2002     | Socorro              | LINEAR                     |
| 240137 | 2002 JK63              | 9 de maig de 2002     | Socorro              | LINEAR                     |
| 240138 | 2002 JR63              | 9 de maig de 2002     | Socorro              | LINEAR                     |
| 240139 | 2002 JT74              | 9 de maig de 2002     | Socorro              | LINEAR                     |
| 240140 | 2002 JN102             | 9 de maig de 2002     | Socorro              | LINEAR                     |
| 240141 | 2002 JW103             | 10 de maig de 2002    | Socorro              | LINEAR                     |
| 240142 | 2002 JW105             | 12 de maig de 2002    | Socorro              | LINEAR                     |
| 240143 | 2002 JS110             | 11 de maig de 2002    | Socorro              | LINEAR                     |
| 240144 | 2002 JB114             | 15 de maig de 2002    | Haleakala            | NEAT                       |
| 240145 | 2002 JH115             | 6 de maig de 2002     | Socorro              | LINEAR                     |
| 240146 | 2002 JF116             | 5 de maig de 2002     | Socorro              | LINEAR                     |
| 240147 | 2002 JC135             | 9 de maig de 2002     | Palomar              | NEAT                       |
| 240148 | 2002 JS143             | 13 de maig de 2002    | Palomar              | NEAT                       |
| 240149 | 2002 JK146             | 15 de maig de 2002    | Haleakala            | NEAT                       |
| 240150 | 2002 LL9               | 5 de juny de 2002     | Socorro              | LINEAR                     |
| 240151 | 2002 LY43              | 10 de juny de 2002    | Socorro              | LINEAR                     |
| 240152 | 2002 NX16              | 13 de juliol de 2002  | Reedy Creek          | J. Broughton               |
| 240153 | 2002 NZ22              | 9 de juliol de 2002   | Socorro              | LINEAR                     |
| 240154 | 2002 NJ37              | 9 de juliol de 2002   | Socorro              | LINEAR                     |
| 240155 | 2002 NA50              | 13 de juliol de 2002  | Haleakala            | NEAT                       |
| 240156 | 2002 NB62              | 5 de juliol de 2002   | Palomar              | NEAT                       |
| 240157 | 2002 NY70              | 9 de juliol de 2002   | Palomar              | NEAT                       |
| 240158 | 2002 OH30              | 18 de juliol de 2002  | Palomar              | NEAT                       |
| 240159 | 2002 OJ30              | 29 de juliol de 2002  | Palomar              | NEAT                       |
| 240160 | 2002 PO9               | 5 d'agost de 2002     | Palomar              | NEAT                       |
| 240161 | 2002 PU25              | 6 d'agost de 2002     | Palomar              | NEAT                       |
| 240162 | 2002 PT31              | 6 d'agost de 2002     | Palomar              | NEAT                       |
| 240163 | 2002 PG33              | 5 d'agost de 2002     | Campo Imperatore     | CINEOS                     |
| 240164 | 2002 PE97              | 14 d'agost de 2002    | Socorro              | LINEAR                     |
| 240165 | 2002 PQ105             | 12 d'agost de 2002    | Socorro              | LINEAR                     |
| 240166 | 2002 PA111             | 13 d'agost de 2002    | Anderson Mesa        | LONEOS                     |
| 240167 | 2002 PP112             | 9 d'agost de 2002     | Haleakala            | NEAT                       |
| 240168 | 2002 PU120             | 13 d'agost de 2002    | Anderson Mesa        | LONEOS                     |
| 240169 | 2002 PM128             | 14 d'agost de 2002    | Socorro              | LINEAR                     |
| 240170 | 2002 PY174             | 15 d'agost de 2002    | Palomar              | NEAT                       |
| 240171 | 2002 PM179             | 8 d'agost de 2002     | Palomar              | NEAT                       |
| 240172 | 2002 PC180             | 8 d'agost de 2002     | Palomar              | NEAT                       |
| 240173 | 2002 PH181             | 15 d'agost de 2002    | Palomar              | NEAT                       |
| 240174 | 2002 PK188             | 8 d'agost de 2002     | Palomar              | NEAT                       |
| 240175 | 2002 PK191             | 14 d'agost de 2002    | Palomar              | NEAT                       |
| 240176 | 2002 QJ12              | 26 d'agost de 2002    | Palomar              | NEAT                       |
| 240177 | 2002 QB18              | 28 d'agost de 2002    | Palomar              | NEAT                       |
| 240178 | 2002 QN34              | 29 d'agost de 2002    | Palomar              | NEAT                       |
| 240179 | 2002 QH43              | 30 d'agost de 2002    | Palomar              | NEAT                       |
| 240180 | 2002 QT46              | 27 d'agost de 2002    | Palomar              | NEAT                       |
| 240181 | 2002 QD55              | 29 d'agost de 2002    | Palomar              | S. F. Hoenig               |
| 240182 | 2002 QH70              | 19 d'agost de 2002    | Palomar              | NEAT                       |
| 240183 | 2002 QA74              | 19 d'agost de 2002    | Palomar              | NEAT                       |
| 240184 | 2002 QE76              | 16 d'agost de 2002    | Palomar              | NEAT                       |
| 240185 | 2002 QQ97              | 26 d'agost de 2002    | Palomar              | NEAT                       |
| 240186 | 2002 QT100             | 19 d'agost de 2002    | Palomar              | NEAT                       |
| 240187 | 2002 QV101             | 20 d'agost de 2002    | Palomar              | NEAT                       |
| 240188 | 2002 QC103             | 19 d'agost de 2002    | Palomar              | NEAT                       |
| 240189 | 2002 QO103             | 18 d'agost de 2002    | Palomar              | NEAT                       |
| 240190 | 2002 QC104             | 26 d'agost de 2002    | Palomar              | NEAT                       |
| 240191 | 2002 QW111             | 27 d'agost de 2002    | Palomar              | NEAT                       |
| 240192 | 2002 QX123             | 27 d'agost de 2002    | Palomar              | NEAT                       |
| 240193 | 2002 QJ127             | 30 d'agost de 2002    | Palomar              | NEAT                       |
| 240194 | 2002 RG2               | 4 de setembre de 2002 | Anderson Mesa        | LONEOS                     |
| 240195 | 2002 RL20              | 4 de setembre de 2002 | Anderson Mesa        | LONEOS                     |
| 240196 | 2002 RW23              | 4 de setembre de 2002 | Anderson Mesa        | LONEOS                     |
| 240197 | 2002 RZ35              | 5 de setembre de 2002 | Anderson Mesa        | LONEOS                     |
| 240198 | 2002 RC54              | 5 de setembre de 2002 | Socorro              | LINEAR                     |
| 240199 | 2002 RN75              | 5 de setembre de 2002 | Socorro              | LINEAR                     |
| 240200 | 2002 RX96              | 5 de setembre de 2002 | Socorro              | LINEAR                     |

## 240201-240300
| Nom    | Designació provisional | Data de descobriment   | Lloc de descobriment | Descobridor/s               |
| ------ | ---------------------- | ---------------------- | -------------------- | --------------------------- |
| 240201 | 2002 RW124             | 9 de setembre de 2002  | Palomar              | NEAT                        |
| 240202 | 2002 RH133             | 9 de setembre de 2002  | Haleakala            | NEAT                        |
| 240203 | 2002 RB142             | 11 de setembre de 2002 | Palomar              | NEAT                        |
| 240204 | 2002 RV144             | 11 de setembre de 2002 | Palomar              | NEAT                        |
| 240205 | 2002 RO186             | 12 de setembre de 2002 | Palomar              | NEAT                        |
| 240206 | 2002 RB218             | 14 de setembre de 2002 | Haleakala            | NEAT                        |
| 240207 | 2002 RT226             | 14 de setembre de 2002 | Palomar              | NEAT                        |
| 240208 | 2002 RC236             | 12 de setembre de 2002 | Palomar              | R. Matson                   |
| 240209 | 2002 RP256             | 4 de setembre de 2002  | Palomar              | NEAT                        |
| 240210 | 2002 RB258             | 14 de setembre de 2002 | Palomar              | NEAT                        |
| 240211 | 2002 RG265             | 15 de setembre de 2002 | Palomar              | NEAT                        |
| 240212 | 2002 RF278             | 4 de setembre de 2002  | Palomar              | NEAT                        |
| 240213 | 2002 SU15              | 27 de setembre de 2002 | Palomar              | NEAT                        |
| 240214 | 2002 SM25              | 28 de setembre de 2002 | Haleakala            | NEAT                        |
| 240215 | 2002 SY42              | 28 de setembre de 2002 | Haleakala            | NEAT                        |
| 240216 | 2002 SD43              | 28 de setembre de 2002 | Haleakala            | NEAT                        |
| 240217 | 2002 SX44              | 29 de setembre de 2002 | Eskridge             | Eskridge                    |
| 240218 | 2002 SD47              | 30 de setembre de 2002 | Socorro              | LINEAR                      |
| 240219 | 2002 SE55              | 30 de setembre de 2002 | Socorro              | LINEAR                      |
| 240220 | 2002 SC60              | 16 de setembre de 2002 | Palomar              | NEAT                        |
| 240221 | 2002 SU67              | 26 de setembre de 2002 | Palomar              | NEAT                        |
| 240222 | 2002 TY3               | 1 d'octubre de 2002    | Anderson Mesa        | LONEOS                      |
| 240223 | 2002 TC21              | 2 d'octubre de 2002    | Socorro              | LINEAR                      |
| 240224 | 2002 TM35              | 2 d'octubre de 2002    | Socorro              | LINEAR                      |
| 240225 | 2002 TD50              | 2 d'octubre de 2002    | Socorro              | LINEAR                      |
| 240226 | 2002 TO66              | 3 d'octubre de 2002    | Socorro              | LINEAR                      |
| 240227 | 2002 TQ77              | 1 d'octubre de 2002    | Anderson Mesa        | LONEOS                      |
| 240228 | 2002 TL82              | 2 d'octubre de 2002    | Socorro              | LINEAR                      |
| 240229 | 2002 TC116             | 3 d'octubre de 2002    | Palomar              | NEAT                        |
| 240230 | 2002 TC141             | 5 d'octubre de 2002    | Kitt Peak            | Spacewatch                  |
| 240231 | 2002 TA142             | 5 d'octubre de 2002    | Palomar              | NEAT                        |
| 240232 | 2002 TS168             | 3 d'octubre de 2002    | Palomar              | NEAT                        |
| 240233 | 2002 TC170             | 3 d'octubre de 2002    | Palomar              | NEAT                        |
| 240234 | 2002 TA195             | 3 d'octubre de 2002    | Socorro              | LINEAR                      |
| 240235 | 2002 TB207             | 4 d'octubre de 2002    | Socorro              | LINEAR                      |
| 240236 | 2002 TF252             | 8 d'octubre de 2002    | Anderson Mesa        | LONEOS                      |
| 240237 | 2002 TU259             | 9 d'octubre de 2002    | Socorro              | LINEAR                      |
| 240238 | 2002 TB268             | 9 d'octubre de 2002    | Socorro              | LINEAR                      |
| 240239 | 2002 TZ269             | 9 d'octubre de 2002    | Socorro              | LINEAR                      |
| 240240 | 2002 TA283             | 10 d'octubre de 2002   | Socorro              | LINEAR                      |
| 240241 | 2002 TY334             | 5 d'octubre de 2002    | Apache Point         | Sloan Digital Sky Survey    |
| 240242 | 2002 TR377             | 4 d'octubre de 2002    | Palomar              | NEAT                        |
| 240243 | 2002 TA383             | 15 d'octubre de 2002   | Palomar              | NEAT                        |
| 240244 | 2002 US8               | 28 d'octubre de 2002   | Palomar              | NEAT                        |
| 240245 | 2002 UH14              | 29 d'octubre de 2002   | Palomar              | NEAT                        |
| 240246 | 2002 UW16              | 30 d'octubre de 2002   | Haleakala            | NEAT                        |
| 240247 | 2002 UP24              | 29 d'octubre de 2002   | Kitt Peak            | Spacewatch                  |
| 240248 | 2002 UP31              | 30 d'octubre de 2002   | Haleakala            | NEAT                        |
| 240249 | 2002 UG48              | 31 d'octubre de 2002   | Socorro              | LINEAR                      |
| 240250 | 2002 UZ54              | 29 d'octubre de 2002   | Apache Point         | Sloan Digital Sky Survey    |
| 240251 | 2002 UH61              | 30 d'octubre de 2002   | Apache Point         | Sloan Digital Sky Survey    |
| 240252 | 2002 UJ75              | 31 d'octubre de 2002   | Palomar              | NEAT                        |
| 240253 | 2002 VT10              | 1 de novembre de 2002  | Palomar              | NEAT                        |
| 240254 | 2002 VN18              | 2 de novembre de 2002  | Kvistaberg           | Uppsala-DLR Asteroid Survey |
| 240255 | 2002 VF41              | 4 de novembre de 2002  | Palomar              | NEAT                        |
| 240256 | 2002 VJ52              | 6 de novembre de 2002  | Anderson Mesa        | LONEOS                      |
| 240257 | 2002 VB54              | 6 de novembre de 2002  | Socorro              | LINEAR                      |
| 240258 | 2002 VW67              | 7 de novembre de 2002  | Anderson Mesa        | LONEOS                      |
| 240259 | 2002 VL90              | 11 de novembre de 2002 | Kitt Peak            | Spacewatch                  |
| 240260 | 2002 VD93              | 11 de novembre de 2002 | Socorro              | LINEAR                      |
| 240261 | 2002 VH94              | 12 de novembre de 2002 | Socorro              | LINEAR                      |
| 240262 | 2002 VW103             | 12 de novembre de 2002 | Socorro              | LINEAR                      |
| 240263 | 2002 VM118             | 11 de novembre de 2002 | Socorro              | LINEAR                      |
| 240264 | 2002 WL1               | 23 de novembre de 2002 | Palomar              | NEAT                        |
| 240265 | 2002 WY1               | 23 de novembre de 2002 | Palomar              | NEAT                        |
| 240266 | 2002 WR29              | 22 de novembre de 2002 | Palomar              | NEAT                        |
| 240267 | 2002 XU5               | 1 de desembre de 2002  | Socorro              | LINEAR                      |
| 240268 | 2002 XR10              | 3 de desembre de 2002  | Palomar              | NEAT                        |
| 240269 | 2002 XH20              | 2 de desembre de 2002  | Socorro              | LINEAR                      |
| 240270 | 2002 XE45              | 8 de desembre de 2002  | Haleakala            | NEAT                        |
| 240271 | 2002 XL47              | 9 de desembre de 2002  | Kitt Peak            | Spacewatch                  |
| 240272 | 2002 XU90              | 15 de desembre de 2002 | Haleakala            | NEAT                        |
| 240273 | 2002 XB99              | 5 de desembre de 2002  | Socorro              | LINEAR                      |
| 240274 | 2002 XF99              | 5 de desembre de 2002  | Socorro              | LINEAR                      |
| 240275 | 2002 XN120             | 3 de desembre de 2002  | Palomar              | NEAT                        |
| 240276 | 2002 YT4               | 27 de desembre de 2002 | Socorro              | LINEAR                      |
| 240277 | 2002 YY10              | 31 de desembre de 2002 | Socorro              | LINEAR                      |
| 240278 | 2003 AJ12              | 1 de gener de 2003     | Socorro              | LINEAR                      |
| 240279 | 2003 AR16              | 5 de gener de 2003     | Socorro              | LINEAR                      |
| 240280 | 2003 BC8               | 26 de gener de 2003    | Anderson Mesa        | LONEOS                      |
| 240281 | 2003 BO44              | 27 de gener de 2003    | Socorro              | LINEAR                      |
| 240282 | 2003 BK84              | 30 de gener de 2003    | Anderson Mesa        | LONEOS                      |
| 240283 | 2003 CV11              | 1 de febrer de 2003    | Socorro              | LINEAR                      |
| 240284 | 2003 DU19              | 22 de febrer de 2003   | Palomar              | NEAT                        |
| 240285 | 2003 ET1               | 4 de març de 2003      | St. Veran            | St. Veran                   |
| 240286 | 2003 EN19              | 6 de març de 2003      | Anderson Mesa        | LONEOS                      |
| 240287 | 2003 EQ25              | 6 de març de 2003      | Anderson Mesa        | LONEOS                      |
| 240288 | 2003 EZ27              | 6 de març de 2003      | Socorro              | LINEAR                      |
| 240289 | 2003 EM28              | 6 de març de 2003      | Socorro              | LINEAR                      |
| 240290 | 2003 EY51              | 11 de març de 2003     | Palomar              | NEAT                        |
| 240291 | 2003 EO52              | 8 de març de 2003      | Anderson Mesa        | LONEOS                      |
| 240292 | 2003 EB54              | 11 de març de 2003     | Palomar              | NEAT                        |
| 240293 | 2003 EN60              | 12 de març de 2003     | Socorro              | LINEAR                      |
| 240294 | 2003 EX61              | 12 de març de 2003     | Kitt Peak            | Spacewatch                  |
| 240295 | 2003 FK2               | 23 de març de 2003     | Ondrejov             | L. Sarounova                |
| 240296 | 2003 FJ4               | 24 de març de 2003     | Socorro              | LINEAR                      |
| 240297 | 2003 FB15              | 23 de març de 2003     | Catalina             | CSS                         |
| 240298 | 2003 FZ27              | 24 de març de 2003     | Kitt Peak            | Spacewatch                  |
| 240299 | 2003 FG54              | 25 de març de 2003     | Haleakala            | NEAT                        |
| 240300 | 2003 FE60              | 26 de març de 2003     | Palomar              | NEAT                        |

## 240301-240400
| Nom              | Designació provisional | Data de descobriment   | Lloc de descobriment | Descobridor/s                |
| ---------------- | ---------------------- | ---------------------- | -------------------- | ---------------------------- |
| 240301           | 2003 FK67              | 26 de març de 2003     | Palomar              | NEAT                         |
| 240302           | 2003 FK79              | 27 de març de 2003     | Kitt Peak            | Spacewatch                   |
| 240303           | 2003 FZ83              | 28 de març de 2003     | Kitt Peak            | Spacewatch                   |
| 240304           | 2003 FS84              | 28 de març de 2003     | Kitt Peak            | Spacewatch                   |
| 240305           | 2003 FO91              | 29 de març de 2003     | Anderson Mesa        | LONEOS                       |
| 240306           | 2003 FY93              | 29 de març de 2003     | Anderson Mesa        | LONEOS                       |
| 240307           | 2003 FH99              | 30 de març de 2003     | Socorro              | LINEAR                       |
| 240308           | 2003 FP100             | 31 de març de 2003     | Anderson Mesa        | LONEOS                       |
| 240309           | 2003 FY103             | 24 de març de 2003     | Kitt Peak            | Spacewatch                   |
| 240310           | 2003 FF116             | 22 de març de 2003     | Palomar              | NEAT                         |
| 240311           | 2003 GP9               | 2 d'abril de 2003      | Socorro              | LINEAR                       |
| 240312           | 2003 GJ11              | 3 d'abril de 2003      | Anderson Mesa        | LONEOS                       |
| 240313           | 2003 GO35              | 9 d'abril de 2003      | Socorro              | LINEAR                       |
| 240314           | 2003 GP38              | 7 d'abril de 2003      | Kitt Peak            | Spacewatch                   |
| 240315           | 2003 HV                | 21 d'abril de 2003     | Kitt Peak            | Spacewatch                   |
| 240316           | 2003 HV14              | 26 d'abril de 2003     | Haleakala            | NEAT                         |
| 240317           | 2003 HS17              | 25 d'abril de 2003     | Kitt Peak            | Spacewatch                   |
| 240318           | 2003 HW26              | 27 d'abril de 2003     | Anderson Mesa        | LONEOS                       |
| 240319           | 2003 HU37              | 28 d'abril de 2003     | Anderson Mesa        | LONEOS                       |
| 240320           | 2003 HS42              | 29 d'abril de 2003     | Socorro              | LINEAR                       |
| 240321           | 2003 JC10              | 1 de maig de 2003      | Socorro              | LINEAR                       |
| 240322           | 2003 KM17              | 26 de maig de 2003     | Haleakala            | NEAT                         |
| 240323           | 2003 KG18              | 28 de maig de 2003     | Kitt Peak            | Spacewatch                   |
| 240324           | 2003 KK36              | 30 de maig de 2003     | Socorro              | LINEAR                       |
| 240325           | 2003 LB                | 1 de juny de 2003      | Kitt Peak            | Spacewatch                   |
| 240326           | 2003 ML                | 21 de juny de 2003     | Nashville            | R. Clingan                   |
| 240327           | 2003 MX4               | 26 de juny de 2003     | Socorro              | LINEAR                       |
| 240328           | 2003 MJ10              | 29 de juny de 2003     | Reedy Creek          | J. Broughton                 |
| 240329           | 2003 NV4               | 4 de juliol de 2003    | Reedy Creek          | J. Broughton                 |
| 240330           | 2003 NL13              | 6 de juliol de 2003    | Kitt Peak            | Spacewatch                   |
| 240331           | 2003 OX3               | 22 de juliol de 2003   | Campo Imperatore     | CINEOS                       |
| 240332           | 2003 OH4               | 21 de juliol de 2003   | Campo Imperatore     | CINEOS                       |
| 240333           | 2003 OE21              | 25 de juliol de 2003   | Socorro              | LINEAR                       |
| 240334           | 2003 OH28              | 24 de juliol de 2003   | Palomar              | NEAT                         |
| 240335           | 2003 PC2               | 2 d'agost de 2003      | Haleakala            | NEAT                         |
| 240336           | 2003 PD11              | 7 d'agost de 2003      | Haleakala            | NEAT                         |
| 240337           | 2003 QE19              | 22 d'agost de 2003     | Palomar              | NEAT                         |
| 240338           | 2003 QJ24              | 21 d'agost de 2003     | Palomar              | NEAT                         |
| 240339           | 2003 QQ24              | 21 d'agost de 2003     | Campo Imperatore     | CINEOS                       |
| 240340           | 2003 QH49              | 22 d'agost de 2003     | Palomar              | NEAT                         |
| 240341           | 2003 QE52              | 23 d'agost de 2003     | Palomar              | NEAT                         |
| 240342           | 2003 QE65              | 23 d'agost de 2003     | Palomar              | NEAT                         |
| 240343           | 2003 QY66              | 23 d'agost de 2003     | Palomar              | NEAT                         |
| 240344           | 2003 QP67              | 24 d'agost de 2003     | Socorro              | LINEAR                       |
| 240345           | 2003 QG72              | 23 d'agost de 2003     | Palomar              | NEAT                         |
| 240346           | 2003 QT87              | 25 d'agost de 2003     | Socorro              | LINEAR                       |
| 240347           | 2003 QO93              | 28 d'agost de 2003     | Haleakala            | NEAT                         |
| 240348           | 2003 QA94              | 28 d'agost de 2003     | Haleakala            | NEAT                         |
| 240349           | 2003 QG99              | 30 d'agost de 2003     | Haleakala            | NEAT                         |
| 240350           | 2003 QW110             | 31 d'agost de 2003     | Socorro              | LINEAR                       |
| 240351           | 2003 RV2               | 1 de setembre de 2003  | Socorro              | LINEAR                       |
| 240352           | 2003 RP3               | 1 de setembre de 2003  | Socorro              | LINEAR                       |
| 240353           | 2003 SR4               | 16 de setembre de 2003 | Palomar              | NEAT                         |
| 240354           | 2003 ST5               | 16 de setembre de 2003 | Kitt Peak            | Spacewatch                   |
| 240355           | 2003 SQ13              | 16 de setembre de 2003 | Kitt Peak            | Spacewatch                   |
| 240356           | 2003 SR22              | 16 de setembre de 2003 | Kitt Peak            | Spacewatch                   |
| 240357           | 2003 SY39              | 16 de setembre de 2003 | Palomar              | NEAT                         |
| 240358           | 2003 SA46              | 16 de setembre de 2003 | Anderson Mesa        | LONEOS                       |
| 240359           | 2003 SF46              | 16 de setembre de 2003 | Anderson Mesa        | LONEOS                       |
| 240360           | 2003 SU60              | 17 de setembre de 2003 | Kitt Peak            | Spacewatch                   |
| 240361           | 2003 SU110             | 20 de setembre de 2003 | Palomar              | NEAT                         |
| 240362           | 2003 SN116             | 16 de setembre de 2003 | Socorro              | LINEAR                       |
| 240363           | 2003 SV128             | 20 de setembre de 2003 | Kitt Peak            | Spacewatch                   |
| 240364           | 2003 SQ129             | 20 de setembre de 2003 | Piszkesteto          | Piszkesteto                  |
| 240365           | 2003 SR146             | 20 de setembre de 2003 | Palomar              | NEAT                         |
| 240366           | 2003 SO147             | 21 de setembre de 2003 | Kitt Peak            | Spacewatch                   |
| 240367           | 2003 SF169             | 23 de setembre de 2003 | Haleakala            | NEAT                         |
| 240368           | 2003 SQ169             | 23 de setembre de 2003 | Haleakala            | NEAT                         |
| 240369           | 2003 SY201             | 18 de setembre de 2003 | Kitt Peak            | Spacewatch                   |
| 240370           | 2003 SS219             | 28 de setembre de 2003 | Desert Eagle         | W. K. Y. Yeung               |
| 240371           | 2003 SZ220             | 19 de setembre de 2003 | Kitt Peak            | Spacewatch                   |
| 240372           | 2003 SS222             | 30 de setembre de 2003 | Drebach              | Drebach                      |
| 240373           | 2003 SU236             | 26 de setembre de 2003 | Socorro              | LINEAR                       |
| 240374           | 2003 ST245             | 26 de setembre de 2003 | Socorro              | LINEAR                       |
| 240375           | 2003 SO250             | 26 de setembre de 2003 | Socorro              | LINEAR                       |
| 240376           | 2003 SG251             | 26 de setembre de 2003 | Socorro              | LINEAR                       |
| 240377           | 2003 SR255             | 27 de setembre de 2003 | Kitt Peak            | Spacewatch                   |
| 240378           | 2003 SZ256             | 28 de setembre de 2003 | Kitt Peak            | Spacewatch                   |
| 240379           | 2003 SG290             | 28 de setembre de 2003 | Anderson Mesa        | LONEOS                       |
| 240380           | 2003 SE293             | 27 de setembre de 2003 | Socorro              | LINEAR                       |
| 240381 Emilchyne | 2003 SB317             | 29 de setembre de 2003 | Andrushivka          | Andrushivka                  |
| 240382           | 2003 SC320             | 16 de setembre de 2003 | Kitt Peak            | Spacewatch                   |
| 240383           | 2003 SX321             | 26 de setembre de 2003 | Apache Point         | Sloan Digital Sky Survey     |
| 240384           | 2003 SJ327             | 18 de setembre de 2003 | Kitt Peak            | Spacewatch                   |
| 240385           | 2003 TV3               | 1 d'octubre de 2003    | Fountain Hills       | C. W. Juels, P. R. Holvorcem |
| 240386           | 2003 TB46              | 3 d'octubre de 2003    | Kitt Peak            | Spacewatch                   |
| 240387           | 2003 TV58              | 5 d'octubre de 2003    | Socorro              | LINEAR                       |
| 240388           | 2003 UN13              | 18 d'octubre de 2003   | Palomar              | NEAT                         |
| 240389           | 2003 UE14              | 16 d'octubre de 2003   | Anderson Mesa        | LONEOS                       |
| 240390           | 2003 UA16              | 16 d'octubre de 2003   | Anderson Mesa        | LONEOS                       |
| 240391           | 2003 UJ34              | 17 d'octubre de 2003   | Kitt Peak            | Spacewatch                   |
| 240392           | 2003 UE41              | 16 d'octubre de 2003   | Anderson Mesa        | LONEOS                       |
| 240393           | 2003 UF66              | 16 d'octubre de 2003   | Palomar              | NEAT                         |
| 240394           | 2003 UU73              | 17 d'octubre de 2003   | Kitt Peak            | Spacewatch                   |
| 240395           | 2003 UY75              | 17 d'octubre de 2003   | Kitt Peak            | Spacewatch                   |
| 240396           | 2003 UR94              | 18 d'octubre de 2003   | Kitt Peak            | Spacewatch                   |
| 240397           | 2003 UB102             | 20 d'octubre de 2003   | Socorro              | LINEAR                       |
| 240398           | 2003 UB121             | 18 d'octubre de 2003   | Kitt Peak            | Spacewatch                   |
| 240399           | 2003 UB123             | 19 d'octubre de 2003   | Kitt Peak            | Spacewatch                   |
| 240400           | 2003 UF140             | 16 d'octubre de 2003   | Anderson Mesa        | LONEOS                       |

## 240401-240500
| Nom    | Designació provisional | Data de descobriment   | Lloc de descobriment | Descobridor/s            |
| ------ | ---------------------- | ---------------------- | -------------------- | ------------------------ |
| 240401 | 2003 UY168             | 22 d'octubre de 2003   | Socorro              | LINEAR                   |
| 240402 | 2003 UF175             | 21 d'octubre de 2003   | Kitt Peak            | Spacewatch               |
| 240403 | 2003 UK182             | 21 d'octubre de 2003   | Palomar              | NEAT                     |
| 240404 | 2003 UK184             | 21 d'octubre de 2003   | Palomar              | NEAT                     |
| 240405 | 2003 UX193             | 20 d'octubre de 2003   | Kitt Peak            | Spacewatch               |
| 240406 | 2003 UL200             | 21 d'octubre de 2003   | Socorro              | LINEAR                   |
| 240407 | 2003 UV203             | 21 d'octubre de 2003   | Kitt Peak            | Spacewatch               |
| 240408 | 2003 UU229             | 23 d'octubre de 2003   | Anderson Mesa        | LONEOS                   |
| 240409 | 2003 UE237             | 23 d'octubre de 2003   | Kitt Peak            | Spacewatch               |
| 240410 | 2003 UL248             | 25 d'octubre de 2003   | Socorro              | LINEAR                   |
| 240411 | 2003 UW256             | 25 d'octubre de 2003   | Socorro              | LINEAR                   |
| 240412 | 2003 UH258             | 25 d'octubre de 2003   | Socorro              | LINEAR                   |
| 240413 | 2003 UD265             | 27 d'octubre de 2003   | Socorro              | LINEAR                   |
| 240414 | 2003 UN304             | 18 d'octubre de 2003   | Anderson Mesa        | LONEOS                   |
| 240415 | 2003 UO316             | 25 d'octubre de 2003   | Socorro              | LINEAR                   |
| 240416 | 2003 UD351             | 19 d'octubre de 2003   | Apache Point         | Sloan Digital Sky Survey |
| 240417 | 2003 UR365             | 20 d'octubre de 2003   | Kitt Peak            | Spacewatch               |
| 240418 | 2003 VO5               | 15 de novembre de 2003 | Kitt Peak            | Spacewatch               |
| 240419 | 2003 WW                | 16 de novembre de 2003 | Catalina             | CSS                      |
| 240420 | 2003 WT8               | 16 de novembre de 2003 | Kitt Peak            | Spacewatch               |
| 240421 | 2003 WJ12              | 18 de novembre de 2003 | Palomar              | NEAT                     |
| 240422 | 2003 WR31              | 18 de novembre de 2003 | Palomar              | NEAT                     |
| 240423 | 2003 WJ34              | 19 de novembre de 2003 | Kitt Peak            | Spacewatch               |
| 240424 | 2003 WV50              | 19 de novembre de 2003 | Kitt Peak            | Spacewatch               |
| 240425 | 2003 WC54              | 20 de novembre de 2003 | Kitt Peak            | Spacewatch               |
| 240426 | 2003 WK59              | 18 de novembre de 2003 | Kitt Peak            | Spacewatch               |
| 240427 | 2003 WG64              | 19 de novembre de 2003 | Kitt Peak            | Spacewatch               |
| 240428 | 2003 WN65              | 19 de novembre de 2003 | Kitt Peak            | Spacewatch               |
| 240429 | 2003 WQ65              | 19 de novembre de 2003 | Kitt Peak            | Spacewatch               |
| 240430 | 2003 WW69              | 19 de novembre de 2003 | Kitt Peak            | Spacewatch               |
| 240431 | 2003 WX90              | 18 de novembre de 2003 | Palomar              | NEAT                     |
| 240432 | 2003 WD96              | 19 de novembre de 2003 | Anderson Mesa        | LONEOS                   |
| 240433 | 2003 WY118             | 20 de novembre de 2003 | Socorro              | LINEAR                   |
| 240434 | 2003 WV129             | 21 de novembre de 2003 | Socorro              | LINEAR                   |
| 240435 | 2003 WN134             | 21 de novembre de 2003 | Socorro              | LINEAR                   |
| 240436 | 2003 WV151             | 26 de novembre de 2003 | Kitt Peak            | Spacewatch               |
| 240437 | 2003 WG159             | 29 de novembre de 2003 | Socorro              | LINEAR                   |
| 240438 | 2003 WB165             | 30 de novembre de 2003 | Kitt Peak            | Spacewatch               |
| 240439 | 2003 XH11              | 11 de desembre de 2003 | Socorro              | LINEAR                   |
| 240440 | 2003 XM14              | 1 de desembre de 2003  | Kitt Peak            | Spacewatch               |
| 240441 | 2003 XJ43              | 14 de desembre de 2003 | Kitt Peak            | Spacewatch               |
| 240442 | 2003 YB9               | 20 de desembre de 2003 | Socorro              | LINEAR                   |
| 240443 | 2003 YU9               | 17 de desembre de 2003 | Kitt Peak            | Spacewatch               |
| 240444 | 2003 YB11              | 17 de desembre de 2003 | Socorro              | LINEAR                   |
| 240445 | 2003 YG13              | 17 de desembre de 2003 | Anderson Mesa        | LONEOS                   |
| 240446 | 2003 YT15              | 17 de desembre de 2003 | Socorro              | LINEAR                   |
| 240447 | 2003 YV15              | 17 de desembre de 2003 | Anderson Mesa        | LONEOS                   |
| 240448 | 2003 YK18              | 17 de desembre de 2003 | Kitt Peak            | Spacewatch               |
| 240449 | 2003 YM25              | 18 de desembre de 2003 | Socorro              | LINEAR                   |
| 240450 | 2003 YY25              | 18 de desembre de 2003 | Socorro              | LINEAR                   |
| 240451 | 2003 YN44              | 19 de desembre de 2003 | Kitt Peak            | Spacewatch               |
| 240452 | 2003 YG51              | 18 de desembre de 2003 | Socorro              | LINEAR                   |
| 240453 | 2003 YM57              | 19 de desembre de 2003 | Socorro              | LINEAR                   |
| 240454 | 2003 YG61              | 19 de desembre de 2003 | Socorro              | LINEAR                   |
| 240455 | 2003 YU91              | 21 de desembre de 2003 | Catalina             | CSS                      |
| 240456 | 2003 YJ93              | 21 de desembre de 2003 | Socorro              | LINEAR                   |
| 240457 | 2003 YU103             | 21 de desembre de 2003 | Socorro              | LINEAR                   |
| 240458 | 2003 YJ115             | 27 de desembre de 2003 | Socorro              | LINEAR                   |
| 240459 | 2003 YQ119             | 27 de desembre de 2003 | Socorro              | LINEAR                   |
| 240460 | 2003 YG135             | 28 de desembre de 2003 | Socorro              | LINEAR                   |
| 240461 | 2003 YC136             | 28 de desembre de 2003 | Socorro              | LINEAR                   |
| 240462 | 2003 YC144             | 28 de desembre de 2003 | Socorro              | LINEAR                   |
| 240463 | 2003 YQ146             | 28 de desembre de 2003 | Socorro              | LINEAR                   |
| 240464 | 2003 YP151             | 29 de desembre de 2003 | Catalina             | CSS                      |
| 240465 | 2004 BL1               | 16 de gener de 2004    | Kitt Peak            | Spacewatch               |
| 240466 | 2004 BZ3               | 16 de gener de 2004    | Palomar              | NEAT                     |
| 240467 | 2004 BM29              | 18 de gener de 2004    | Palomar              | NEAT                     |
| 240468 | 2004 BV30              | 18 de gener de 2004    | Palomar              | NEAT                     |
| 240469 | 2004 BC32              | 19 de gener de 2004    | Kitt Peak            | Spacewatch               |
| 240470 | 2004 BF34              | 19 de gener de 2004    | Kitt Peak            | Spacewatch               |
| 240471 | 2004 BJ35              | 19 de gener de 2004    | Kitt Peak            | Spacewatch               |
| 240472 | 2004 BT57              | 23 de gener de 2004    | Anderson Mesa        | LONEOS                   |
| 240473 | 2004 BF62              | 22 de gener de 2004    | Socorro              | LINEAR                   |
| 240474 | 2004 BT62              | 22 de gener de 2004    | Socorro              | LINEAR                   |
| 240475 | 2004 BD66              | 22 de gener de 2004    | Socorro              | LINEAR                   |
| 240476 | 2004 BQ74              | 24 de gener de 2004    | Socorro              | LINEAR                   |
| 240477 | 2004 BJ75              | 22 de gener de 2004    | Socorro              | LINEAR                   |
| 240478 | 2004 BU76              | 25 de gener de 2004    | Haleakala            | NEAT                     |
| 240479 | 2004 BD77              | 22 de gener de 2004    | Socorro              | LINEAR                   |
| 240480 | 2004 BB89              | 23 de gener de 2004    | Socorro              | LINEAR                   |
| 240481 | 2004 BC96              | 30 de gener de 2004    | Catalina             | CSS                      |
| 240482 | 2004 BQ96              | 24 de gener de 2004    | Socorro              | LINEAR                   |
| 240483 | 2004 BH110             | 28 de gener de 2004    | Catalina             | CSS                      |
| 240484 | 2004 BP113             | 28 de gener de 2004    | Catalina             | CSS                      |
| 240485 | 2004 BF150             | 17 de gener de 2004    | Palomar              | NEAT                     |
| 240486 | 2004 BU156             | 28 de gener de 2004    | Kitt Peak            | Spacewatch               |
| 240487 | 2004 CM22              | 11 de febrer de 2004   | Palomar              | NEAT                     |
| 240488 | 2004 CW40              | 12 de febrer de 2004   | Palomar              | NEAT                     |
| 240489 | 2004 CO42              | 11 de febrer de 2004   | Kitt Peak            | Spacewatch               |
| 240490 | 2004 CE45              | 13 de febrer de 2004   | Kitt Peak            | Spacewatch               |
| 240491 | 2004 CE51              | 2 de febrer de 2004    | Haleakala            | NEAT                     |
| 240492 | 2004 CE57              | 11 de febrer de 2004   | Palomar              | NEAT                     |
| 240493 | 2004 CT109             | 13 de febrer de 2004   | Palomar              | NEAT                     |
| 240494 | 2004 DB6               | 16 de febrer de 2004   | Kitt Peak            | Spacewatch               |
| 240495 | 2004 DW42              | 23 de febrer de 2004   | Socorro              | LINEAR                   |
| 240496 | 2004 DX57              | 23 de febrer de 2004   | Socorro              | LINEAR                   |
| 240497 | 2004 EL4               | 11 de març de 2004     | Palomar              | NEAT                     |
| 240498 | 2004 EY6               | 12 de març de 2004     | Palomar              | NEAT                     |
| 240499 | 2004 EN10              | 15 de març de 2004     | Catalina             | CSS                      |
| 240500 | 2004 EX19              | 14 de març de 2004     | Kitt Peak            | Spacewatch               |

## 240501-240600
| Nom    | Designació provisional | Data de descobriment   | Lloc de descobriment | Descobridor/s        |
| ------ | ---------------------- | ---------------------- | -------------------- | -------------------- |
| 240501 | 2004 EK22              | 12 de març de 2004     | Palomar              | NEAT                 |
| 240502 | 2004 EQ31              | 14 de març de 2004     | Palomar              | NEAT                 |
| 240503 | 2004 EH52              | 15 de març de 2004     | Socorro              | LINEAR               |
| 240504 | 2004 ED54              | 15 de març de 2004     | Campo Imperatore     | CINEOS               |
| 240505 | 2004 EP61              | 12 de març de 2004     | Palomar              | NEAT                 |
| 240506 | 2004 EV63              | 13 de març de 2004     | Palomar              | NEAT                 |
| 240507 | 2004 EN66              | 14 de març de 2004     | Socorro              | LINEAR               |
| 240508 | 2004 EK80              | 14 de març de 2004     | Socorro              | LINEAR               |
| 240509 | 2004 EG81              | 15 de març de 2004     | Socorro              | LINEAR               |
| 240510 | 2004 EG87              | 14 de març de 2004     | Kitt Peak            | Spacewatch           |
| 240511 | 2004 ES94              | 15 de març de 2004     | Socorro              | LINEAR               |
| 240512 | 2004 EM101             | 15 de març de 2004     | Kitt Peak            | Spacewatch           |
| 240513 | 2004 EQ104             | 15 de març de 2004     | Kitt Peak            | Spacewatch           |
| 240514 | 2004 FL4               | 19 de març de 2004     | Modra                | Modra                |
| 240515 | 2004 FZ29              | 22 de març de 2004     | Socorro              | LINEAR               |
| 240516 | 2004 FN31              | 29 de març de 2004     | Socorro              | LINEAR               |
| 240517 | 2004 FL54              | 18 de març de 2004     | Kitt Peak            | Spacewatch           |
| 240518 | 2004 FY55              | 20 de març de 2004     | Socorro              | LINEAR               |
| 240519 | 2004 FP59              | 18 de març de 2004     | Socorro              | LINEAR               |
| 240520 | 2004 FU67              | 20 de març de 2004     | Socorro              | LINEAR               |
| 240521 | 2004 FZ76              | 18 de març de 2004     | Socorro              | LINEAR               |
| 240522 | 2004 FA96              | 23 de març de 2004     | Socorro              | LINEAR               |
| 240523 | 2004 FG104             | 23 de març de 2004     | Kitt Peak            | Spacewatch           |
| 240524 | 2004 FC112             | 26 de març de 2004     | Kitt Peak            | Spacewatch           |
| 240525 | 2004 FF125             | 27 de març de 2004     | Socorro              | LINEAR               |
| 240526 | 2004 FE134             | 26 de març de 2004     | Anderson Mesa        | LONEOS               |
| 240527 | 2004 FH134             | 26 de març de 2004     | Socorro              | LINEAR               |
| 240528 | 2004 FY135             | 27 de març de 2004     | Socorro              | LINEAR               |
| 240529 | 2004 FM143             | 28 de març de 2004     | Socorro              | LINEAR               |
| 240530 | 2004 FM145             | 30 de març de 2004     | Kitt Peak            | Spacewatch           |
| 240531 | 2004 FN146             | 29 de març de 2004     | Socorro              | LINEAR               |
| 240532 | 2004 FP148             | 29 de març de 2004     | Socorro              | LINEAR               |
| 240533 | 2004 FM160             | 18 de març de 2004     | Socorro              | LINEAR               |
| 240534 | 2004 GH7               | 12 d'abril de 2004     | Kitt Peak            | Spacewatch           |
| 240535 | 2004 GC25              | 14 d'abril de 2004     | Kitt Peak            | Spacewatch           |
| 240536 | 2004 GK28              | 14 d'abril de 2004     | Socorro              | LINEAR               |
| 240537 | 2004 GU46              | 12 d'abril de 2004     | Kitt Peak            | Spacewatch           |
| 240538 | 2004 GX46              | 12 d'abril de 2004     | Kitt Peak            | Spacewatch           |
| 240539 | 2004 GY47              | 12 d'abril de 2004     | Kitt Peak            | Spacewatch           |
| 240540 | 2004 GN77              | 14 d'abril de 2004     | Catalina             | CSS                  |
| 240541 | 2004 HC17              | 16 d'abril de 2004     | Socorro              | LINEAR               |
| 240542 | 2004 HW36              | 19 d'abril de 2004     | Socorro              | LINEAR               |
| 240543 | 2004 HQ55              | 24 d'abril de 2004     | Catalina             | CSS                  |
| 240544 | 2004 NC27              | 11 de juliol de 2004   | Socorro              | LINEAR               |
| 240545 | 2004 PB45              | 7 d'agost de 2004      | Palomar              | NEAT                 |
| 240546 | 2004 PY73              | 8 d'agost de 2004      | Socorro              | LINEAR               |
| 240547 | 2004 PJ91              | 11 d'agost de 2004     | Socorro              | LINEAR               |
| 240548 | 2004 QQ24              | 22 d'agost de 2004     | Siding Spring        | Siding Spring Survey |
| 240549 | 2004 RC7               | 5 de setembre de 2004  | Palomar              | NEAT                 |
| 240550 | 2004 RE7               | 5 de setembre de 2004  | Palomar              | NEAT                 |
| 240551 | 2004 RD36              | 7 de setembre de 2004  | Socorro              | LINEAR               |
| 240552 | 2004 RQ60              | 8 de setembre de 2004  | Socorro              | LINEAR               |
| 240553 | 2004 RL105             | 8 de setembre de 2004  | Palomar              | NEAT                 |
| 240554 | 2004 RK145             | 9 de setembre de 2004  | Socorro              | LINEAR               |
| 240555 | 2004 RZ151             | 9 de setembre de 2004  | Socorro              | LINEAR               |
| 240556 | 2004 RQ164             | 8 de setembre de 2004  | Wrightwood           | J. W. Young          |
| 240557 | 2004 RP227             | 9 de setembre de 2004  | Kitt Peak            | Spacewatch           |
| 240558 | 2004 RU250             | 13 de setembre de 2004 | Palomar              | NEAT                 |
| 240559 | 2004 RD289             | 15 de setembre de 2004 | Socorro              | LINEAR               |
| 240560 | 2004 RM290             | 8 de setembre de 2004  | Socorro              | LINEAR               |
| 240561 | 2004 RC337             | 15 de setembre de 2004 | Kitt Peak            | Spacewatch           |
| 240562 | 2004 SK1               | 16 de setembre de 2004 | Socorro              | LINEAR               |
| 240563 | 2004 SS1               | 16 de setembre de 2004 | Kitt Peak            | Spacewatch           |
| 240564 | 2004 SS2               | 17 de setembre de 2004 | Socorro              | LINEAR               |
| 240565 | 2004 SD5               | 18 de setembre de 2004 | Siding Spring        | Siding Spring Survey |
| 240566 | 2004 SY31              | 17 de setembre de 2004 | Socorro              | LINEAR               |
| 240567 | 2004 SG54              | 22 de setembre de 2004 | Socorro              | LINEAR               |
| 240568 | 2004 SH61              | 17 de setembre de 2004 | Socorro              | LINEAR               |
| 240569 | 2004 TO4               | 4 d'octubre de 2004    | Kitt Peak            | Spacewatch           |
| 240570 | 2004 TZ9               | 7 d'octubre de 2004    | Socorro              | LINEAR               |
| 240571 | 2004 TW28              | 4 d'octubre de 2004    | Kitt Peak            | Spacewatch           |
| 240572 | 2004 TG31              | 4 d'octubre de 2004    | Kitt Peak            | Spacewatch           |
| 240573 | 2004 TM44              | 4 d'octubre de 2004    | Kitt Peak            | Spacewatch           |
| 240574 | 2004 TT51              | 4 d'octubre de 2004    | Kitt Peak            | Spacewatch           |
| 240575 | 2004 TC52              | 4 d'octubre de 2004    | Kitt Peak            | Spacewatch           |
| 240576 | 2004 TN61              | 5 d'octubre de 2004    | Anderson Mesa        | LONEOS               |
| 240577 | 2004 TW71              | 6 d'octubre de 2004    | Kitt Peak            | Spacewatch           |
| 240578 | 2004 TC102             | 6 d'octubre de 2004    | Kitt Peak            | Spacewatch           |
| 240579 | 2004 TJ102             | 6 d'octubre de 2004    | Kitt Peak            | Spacewatch           |
| 240580 | 2004 TU113             | 7 d'octubre de 2004    | Palomar              | NEAT                 |
| 240581 | 2004 TH124             | 7 d'octubre de 2004    | Socorro              | LINEAR               |
| 240582 | 2004 TX129             | 7 d'octubre de 2004    | Socorro              | LINEAR               |
| 240583 | 2004 TK141             | 4 d'octubre de 2004    | Kitt Peak            | Spacewatch           |
| 240584 | 2004 TB143             | 4 d'octubre de 2004    | Kitt Peak            | Spacewatch           |
| 240585 | 2004 TD153             | 6 d'octubre de 2004    | Kitt Peak            | Spacewatch           |
| 240586 | 2004 TH160             | 6 d'octubre de 2004    | Kitt Peak            | Spacewatch           |
| 240587 | 2004 TN160             | 6 d'octubre de 2004    | Kitt Peak            | Spacewatch           |
| 240588 | 2004 TZ168             | 7 d'octubre de 2004    | Socorro              | LINEAR               |
| 240589 | 2004 TE176             | 9 d'octubre de 2004    | Socorro              | LINEAR               |
| 240590 | 2004 TV215             | 10 d'octubre de 2004   | Kitt Peak            | Spacewatch           |
| 240591 | 2004 TL250             | 7 d'octubre de 2004    | Palomar              | NEAT                 |
| 240592 | 2004 TD266             | 9 d'octubre de 2004    | Kitt Peak            | Spacewatch           |
| 240593 | 2004 TJ278             | 9 d'octubre de 2004    | Kitt Peak            | Spacewatch           |
| 240594 | 2004 TQ309             | 10 d'octubre de 2004   | Kitt Peak            | Spacewatch           |
| 240595 | 2004 TQ349             | 9 d'octubre de 2004    | Socorro              | LINEAR               |
| 240596 | 2004 UE5               | 18 d'octubre de 2004   | Socorro              | LINEAR               |
| 240597 | 2004 VZ3               | 3 de novembre de 2004  | Kitt Peak            | Spacewatch           |
| 240598 | 2004 VP9               | 3 de novembre de 2004  | Anderson Mesa        | LONEOS               |
| 240599 | 2004 VN14              | 4 de novembre de 2004  | Kitt Peak            | Spacewatch           |
| 240600 | 2004 VB22              | 4 de novembre de 2004  | Catalina             | CSS                  |

## 240601-240700
| Nom           | Designació provisional | Data de descobriment   | Lloc de descobriment | Descobridor/s     |
| ------------- | ---------------------- | ---------------------- | -------------------- | ----------------- |
| 240601        | 2004 VP22              | 4 de novembre de 2004  | Catalina             | CSS               |
| 240602        | 2004 VV31              | 3 de novembre de 2004  | Kitt Peak            | Spacewatch        |
| 240603        | 2004 VW46              | 4 de novembre de 2004  | Kitt Peak            | Spacewatch        |
| 240604        | 2004 VQ50              | 4 de novembre de 2004  | Kitt Peak            | Spacewatch        |
| 240605        | 2004 VX57              | 7 de novembre de 2004  | Socorro              | LINEAR            |
| 240606        | 2004 VZ76              | 12 de novembre de 2004 | Catalina             | CSS               |
| 240607        | 2004 VW91              | 3 de novembre de 2004  | Palomar              | NEAT              |
| 240608        | 2004 WN12              | 19 de novembre de 2004 | Anderson Mesa        | LONEOS            |
| 240609        | 2004 XZ6               | 2 de desembre de 2004  | Socorro              | LINEAR            |
| 240610        | 2004 XF7               | 2 de desembre de 2004  | Socorro              | LINEAR            |
| 240611        | 2004 XU23              | 9 de desembre de 2004  | Socorro              | LINEAR            |
| 240612        | 2004 XN25              | 9 de desembre de 2004  | Catalina             | CSS               |
| 240613        | 2004 XW33              | 11 de desembre de 2004 | Campo Imperatore     | CINEOS            |
| 240614        | 2004 XW41              | 9 de desembre de 2004  | Catalina             | CSS               |
| 240615        | 2004 XU49              | 13 de desembre de 2004 | Junk Bond            | Junk Bond         |
| 240616        | 2004 XH62              | 14 de desembre de 2004 | Campo Imperatore     | CINEOS            |
| 240617        | 2004 XV65              | 2 de desembre de 2004  | Catalina             | CSS               |
| 240618        | 2004 XR70              | 11 de desembre de 2004 | Kitt Peak            | Spacewatch        |
| 240619        | 2004 XY79              | 10 de desembre de 2004 | Socorro              | LINEAR            |
| 240620        | 2004 XS92              | 11 de desembre de 2004 | Socorro              | LINEAR            |
| 240621        | 2004 XH101             | 14 de desembre de 2004 | Socorro              | LINEAR            |
| 240622        | 2004 XU107             | 11 de desembre de 2004 | Socorro              | LINEAR            |
| 240623        | 2004 XY121             | 15 de desembre de 2004 | Socorro              | LINEAR            |
| 240624        | 2004 XF125             | 11 de desembre de 2004 | Catalina             | CSS               |
| 240625        | 2004 XJ130             | 15 de desembre de 2004 | Socorro              | LINEAR            |
| 240626        | 2004 XG133             | 15 de desembre de 2004 | Kitt Peak            | Spacewatch        |
| 240627        | 2004 XQ155             | 12 de desembre de 2004 | Kitt Peak            | Spacewatch        |
| 240628        | 2004 YN                | 17 de desembre de 2004 | Socorro              | LINEAR            |
| 240629        | 2004 YS                | 16 de desembre de 2004 | Junk Bond            | D. Healy          |
| 240630        | 2004 YU21              | 18 de desembre de 2004 | Mount Lemmon         | Mt. Lemmon Survey |
| 240631        | 2004 YE31              | 18 de desembre de 2004 | Socorro              | LINEAR            |
| 240632        | 2005 AZ18              | 8 de gener de 2005     | Needville            | J. Dellinger      |
| 240633        | 2005 AY20              | 6 de gener de 2005     | Socorro              | LINEAR            |
| 240634        | 2005 AK21              | 6 de gener de 2005     | Catalina             | CSS               |
| 240635        | 2005 AS33              | 13 de gener de 2005    | Kitt Peak            | Spacewatch        |
| 240636        | 2005 AG34              | 13 de gener de 2005    | Kitt Peak            | Spacewatch        |
| 240637        | 2005 AN35              | 13 de gener de 2005    | Socorro              | LINEAR            |
| 240638        | 2005 AF40              | 15 de gener de 2005    | Socorro              | LINEAR            |
| 240639        | 2005 AX44              | 15 de gener de 2005    | Kitt Peak            | Spacewatch        |
| 240640        | 2005 AM47              | 13 de gener de 2005    | Kitt Peak            | Spacewatch        |
| 240641        | 2005 AR56              | 15 de gener de 2005    | Socorro              | LINEAR            |
| 240642        | 2005 AZ57              | 15 de gener de 2005    | Catalina             | CSS               |
| 240643        | 2005 BE8               | 16 de gener de 2005    | Socorro              | LINEAR            |
| 240644        | 2005 BX16              | 16 de gener de 2005    | Socorro              | LINEAR            |
| 240645        | 2005 BV22              | 16 de gener de 2005    | Kitt Peak            | Spacewatch        |
| 240646        | 2005 BO26              | 19 de gener de 2005    | Socorro              | LINEAR            |
| 240647        | 2005 BU26              | 19 de gener de 2005    | Kitt Peak            | Spacewatch        |
| 240648        | 2005 BP49              | 16 de gener de 2005    | Catalina             | CSS               |
| 240649        | 2005 CW                | 1 de febrer de 2005    | Catalina             | CSS               |
| 240650        | 2005 CZ                | 1 de febrer de 2005    | Catalina             | CSS               |
| 240651        | 2005 CZ13              | 2 de febrer de 2005    | Kitt Peak            | Spacewatch        |
| 240652        | 2005 CQ18              | 2 de febrer de 2005    | Catalina             | CSS               |
| 240653        | 2005 CJ23              | 2 de febrer de 2005    | Socorro              | LINEAR            |
| 240654        | 2005 CJ24              | 3 de febrer de 2005    | Socorro              | LINEAR            |
| 240655        | 2005 CB48              | 2 de febrer de 2005    | Kitt Peak            | Spacewatch        |
| 240656        | 2005 CG49              | 2 de febrer de 2005    | Catalina             | CSS               |
| 240657        | 2005 CT58              | 2 de febrer de 2005    | Catalina             | CSS               |
| 240658        | 2005 EX5               | 1 de març de 2005      | Kitt Peak            | Spacewatch        |
| 240659        | 2005 ET22              | 3 de març de 2005      | Catalina             | CSS               |
| 240660        | 2005 EX23              | 3 de març de 2005      | Catalina             | CSS               |
| 240661        | 2005 EA29              | 3 de març de 2005      | Catalina             | CSS               |
| 240662        | 2005 EZ30              | 1 de març de 2005      | Goodricke-Pigott     | R. A. Tucker      |
| 240663        | 2005 EQ46              | 3 de març de 2005      | Catalina             | CSS               |
| 240664        | 2005 EJ49              | 3 de març de 2005      | Catalina             | CSS               |
| 240665        | 2005 EH51              | 3 de març de 2005      | Catalina             | CSS               |
| 240666        | 2005 EN68              | 7 de març de 2005      | Socorro              | LINEAR            |
| 240667        | 2005 EA75              | 3 de març de 2005      | Kitt Peak            | Spacewatch        |
| 240668        | 2005 EB75              | 3 de març de 2005      | Kitt Peak            | Spacewatch        |
| 240669        | 2005 EQ83              | 4 de març de 2005      | Kitt Peak            | Spacewatch        |
| 240670        | 2005 EK88              | 8 de març de 2005      | Anderson Mesa        | LONEOS            |
| 240671        | 2005 EO88              | 8 de març de 2005      | Kitt Peak            | Spacewatch        |
| 240672        | 2005 EJ93              | 8 de març de 2005      | Socorro              | LINEAR            |
| 240673        | 2005 EB95              | 3 de març de 2005      | Catalina             | CSS               |
| 240674        | 2005 ET96              | 3 de març de 2005      | Catalina             | CSS               |
| 240675        | 2005 EX119             | 8 de març de 2005      | Goodricke-Pigott     | R. A. Tucker      |
| 240676        | 2005 EJ120             | 8 de març de 2005      | Goodricke-Pigott     | R. A. Tucker      |
| 240677        | 2005 ES124             | 8 de març de 2005      | Socorro              | LINEAR            |
| 240678        | 2005 EU125             | 8 de març de 2005      | Catalina             | CSS               |
| 240679        | 2005 EJ126             | 8 de març de 2005      | Socorro              | LINEAR            |
| 240680        | 2005 EM131             | 9 de març de 2005      | Mount Lemmon         | Mt. Lemmon Survey |
| 240681        | 2005 EZ132             | 9 de març de 2005      | Catalina             | CSS               |
| 240682        | 2005 EK138             | 9 de març de 2005      | Socorro              | LINEAR            |
| 240683        | 2005 EX148             | 10 de març de 2005     | Kitt Peak            | Spacewatch        |
| 240684        | 2005 EZ149             | 10 de març de 2005     | Kitt Peak            | Spacewatch        |
| 240685        | 2005 EH170             | 3 de març de 2005      | Kitt Peak            | Spacewatch        |
| 240686        | 2005 EW188             | 10 de març de 2005     | Mount Lemmon         | Mt. Lemmon Survey |
| 240687        | 2005 EU195             | 11 de març de 2005     | Mount Lemmon         | Mt. Lemmon Survey |
| 240688        | 2005 EO208             | 4 de març de 2005      | Kitt Peak            | Spacewatch        |
| 240689        | 2005 EQ219             | 10 de març de 2005     | Mount Lemmon         | Mt. Lemmon Survey |
| 240690        | 2005 EV222             | 8 de març de 2005      | Socorro              | LINEAR            |
| 240691        | 2005 EL234             | 10 de març de 2005     | Mount Lemmon         | Mt. Lemmon Survey |
| 240692        | 2005 EC243             | 11 de març de 2005     | Kitt Peak            | Spacewatch        |
| 240693        | 2005 EA292             | 10 de març de 2005     | Catalina             | CSS               |
| 240694        | 2005 EL318             | 9 de març de 2005      | Catalina             | CSS               |
| 240695        | 2005 EQ327             | 4 de març de 2005      | Catalina             | CSS               |
| 240696        | 2005 FA3               | 17 de març de 2005     | Catalina             | CSS               |
| 240697 Gemenc | 2005 GC                | 1 d'abril de 2005      | Piszkesteto          | Piszkesteto       |
| 240698        | 2005 GQ7               | 1 d'abril de 2005      | Anderson Mesa        | LONEOS            |
| 240699        | 2005 GQ17              | 2 d'abril de 2005      | Mount Lemmon         | Mt. Lemmon Survey |
| 240700        | 2005 GK28              | 4 d'abril de 2005      | Kitt Peak            | Spacewatch        |

## 240701-240800
| Nom                | Designació provisional | Data de descobriment   | Lloc de descobriment | Descobridor/s            |
| ------------------ | ---------------------- | ---------------------- | -------------------- | ------------------------ |
| 240701             | 2005 GT30              | 4 d'abril de 2005      | Mount Lemmon         | Mt. Lemmon Survey        |
| 240702             | 2005 GN31              | 4 d'abril de 2005      | Catalina             | CSS                      |
| 240703             | 2005 GR48              | 5 d'abril de 2005      | Mount Lemmon         | Mt. Lemmon Survey        |
| 240704             | 2005 GY54              | 5 d'abril de 2005      | Mount Lemmon         | Mt. Lemmon Survey        |
| 240705             | 2005 GZ60              | 8 d'abril de 2005      | Great Shefford       | Great Shefford           |
| 240706             | 2005 GH61              | 2 d'abril de 2005      | Kitt Peak            | Spacewatch               |
| 240707             | 2005 GO78              | 6 d'abril de 2005      | Catalina             | CSS                      |
| 240708             | 2005 GP78              | 6 d'abril de 2005      | Catalina             | CSS                      |
| 240709             | 2005 GS78              | 6 d'abril de 2005      | Catalina             | CSS                      |
| 240710             | 2005 GZ89              | 5 d'abril de 2005      | Kitt Peak            | Spacewatch               |
| 240711             | 2005 GZ103             | 9 d'abril de 2005      | Catalina             | CSS                      |
| 240712             | 2005 GM108             | 10 d'abril de 2005     | Mount Lemmon         | Mt. Lemmon Survey        |
| 240713             | 2005 GK110             | 10 d'abril de 2005     | Mount Lemmon         | Mt. Lemmon Survey        |
| 240714             | 2005 GO111             | 5 d'abril de 2005      | Mount Lemmon         | Mt. Lemmon Survey        |
| 240715             | 2005 GK113             | 9 d'abril de 2005      | Mount Lemmon         | Mt. Lemmon Survey        |
| 240716             | 2005 GF116             | 11 d'abril de 2005     | Kitt Peak            | Spacewatch               |
| 240717             | 2005 GT118             | 11 d'abril de 2005     | Mount Lemmon         | Mt. Lemmon Survey        |
| 240718             | 2005 GU125             | 10 d'abril de 2005     | Mount Lemmon         | Mt. Lemmon Survey        |
| 240719             | 2005 GE130             | 7 d'abril de 2005      | Kitt Peak            | Spacewatch               |
| 240720             | 2005 GZ132             | 10 d'abril de 2005     | Kitt Peak            | Spacewatch               |
| 240721             | 2005 GW149             | 11 d'abril de 2005     | Kitt Peak            | Spacewatch               |
| 240722             | 2005 GS160             | 12 d'abril de 2005     | Socorro              | LINEAR                   |
| 240723             | 2005 GA172             | 13 d'abril de 2005     | Socorro              | LINEAR                   |
| 240724             | 2005 GG172             | 14 d'abril de 2005     | Kitt Peak            | Spacewatch               |
| 240725             | 2005 GX190             | 12 d'abril de 2005     | Kitt Peak            | M. W. Buie               |
| 240726             | 2005 GX201             | 4 d'abril de 2005      | Mount Lemmon         | Mt. Lemmon Survey        |
| 240727             | 2005 GD213             | 1 d'abril de 2005      | Kitt Peak            | Spacewatch               |
| 240728             | 2005 GQ214             | 2 d'abril de 2005      | Kitt Peak            | Spacewatch               |
| 240729             | 2005 GP222             | 10 d'abril de 2005     | Kitt Peak            | Spacewatch               |
| 240730             | 2005 JK                | 1 de maig de 2005      | Siding Spring        | Siding Spring Survey     |
| 240731             | 2005 JU25              | 3 de maig de 2005      | Catalina             | CSS                      |
| 240732             | 2005 JK28              | 3 de maig de 2005      | Kitt Peak            | Spacewatch               |
| 240733             | 2005 JS35              | 4 de maig de 2005      | Kitt Peak            | Spacewatch               |
| 240734             | 2005 JQ44              | 8 de maig de 2005      | Mount Lemmon         | Mt. Lemmon Survey        |
| 240735             | 2005 JU58              | 8 de maig de 2005      | Kitt Peak            | Spacewatch               |
| 240736             | 2005 JK59              | 8 de maig de 2005      | Anderson Mesa        | LONEOS                   |
| 240737             | 2005 JN76              | 9 de maig de 2005      | Mount Lemmon         | Mt. Lemmon Survey        |
| 240738             | 2005 JQ86              | 8 de maig de 2005      | Kitt Peak            | Spacewatch               |
| 240739             | 2005 JD88              | 10 de maig de 2005     | Kitt Peak            | Spacewatch               |
| 240740             | 2005 JZ89              | 11 de maig de 2005     | Cordell-Lorenz       | D. T. Durig              |
| 240741             | 2005 JK90              | 11 de maig de 2005     | Mount Lemmon         | Mt. Lemmon Survey        |
| 240742             | 2005 JL90              | 11 de maig de 2005     | Mount Lemmon         | Mt. Lemmon Survey        |
| 240743             | 2005 JG96              | 8 de maig de 2005      | Mount Lemmon         | Mt. Lemmon Survey        |
| 240744             | 2005 JL103             | 9 de maig de 2005      | Kitt Peak            | Spacewatch               |
| 240745             | 2005 JQ106             | 12 de maig de 2005     | Kitt Peak            | Spacewatch               |
| 240746             | 2005 JH114             | 10 de maig de 2005     | Kitt Peak            | Spacewatch               |
| 240747             | 2005 JT119             | 10 de maig de 2005     | Kitt Peak            | Spacewatch               |
| 240748             | 2005 JN127             | 12 de maig de 2005     | Socorro              | LINEAR                   |
| 240749             | 2005 JF131             | 13 de maig de 2005     | Kitt Peak            | Spacewatch               |
| 240750             | 2005 JG131             | 13 de maig de 2005     | Kitt Peak            | Spacewatch               |
| 240751             | 2005 JA134             | 14 de maig de 2005     | Kitt Peak            | Spacewatch               |
| 240752             | 2005 JG152             | 4 de maig de 2005      | Mount Lemmon         | Mt. Lemmon Survey        |
| 240753             | 2005 JG161             | 8 de maig de 2005      | Kitt Peak            | Spacewatch               |
| 240754             | 2005 JZ163             | 9 de maig de 2005      | Catalina             | CSS                      |
| 240755             | 2005 JD178             | 10 de maig de 2005     | Mount Lemmon         | Mt. Lemmon Survey        |
| 240756             | 2005 KU                | 16 de maig de 2005     | Socorro              | LINEAR                   |
| 240757 Farkasberci | 2005 KS8               | 26 de maig de 2005     | Piszkesteto          | K. Sarneczky             |
| 240758             | 2005 LA2               | 1 de juny de 2005      | Kitt Peak            | Spacewatch               |
| 240759             | 2005 LJ12              | 5 de juny de 2005      | Kitt Peak            | Spacewatch               |
| 240760             | 2005 LF19              | 8 de juny de 2005      | Kitt Peak            | Spacewatch               |
| 240761             | 2005 LR20              | 4 de juny de 2005      | Kitt Peak            | Spacewatch               |
| 240762             | 2005 LU36              | 13 de juny de 2005     | Kitt Peak            | Spacewatch               |
| 240763             | 2005 LL38              | 11 de juny de 2005     | Kitt Peak            | Spacewatch               |
| 240764             | 2005 LL46              | 13 de juny de 2005     | Mount Lemmon         | Mt. Lemmon Survey        |
| 240765             | 2005 MX12              | 29 de juny de 2005     | Catalina             | CSS                      |
| 240766             | 2005 NK87              | 3 de juliol de 2005    | Siding Spring        | Siding Spring Survey     |
| 240767             | 2005 NO87              | 4 de juliol de 2005    | Kitt Peak            | Spacewatch               |
| 240768             | 2005 OJ1               | 17 de juliol de 2005   | Siding Spring        | Siding Spring Survey     |
| 240769             | 2005 OW26              | 27 de juliol de 2005   | Siding Spring        | Siding Spring Survey     |
| 240770             | 2005 OW27              | 29 de juliol de 2005   | Socorro              | LINEAR                   |
| 240771             | 2005 PY17              | 12 d'agost de 2005     | Pla D'Arguines       | R. Ferrando, M. Ferrando |
| 240772             | 2005 QT146             | 28 d'agost de 2005     | Siding Spring        | Siding Spring Survey     |
| 240773             | 2005 QA183             | 29 d'agost de 2005     | Kitt Peak            | Spacewatch               |
| 240774             | 2005 RM45              | 14 de setembre de 2005 | Catalina             | CSS                      |
| 240775             | 2005 SM36              | 24 de setembre de 2005 | Kitt Peak            | Spacewatch               |
| 240776             | 2005 SW82              | 24 de setembre de 2005 | Kitt Peak            | Spacewatch               |
| 240777             | 2005 SJ95              | 25 de setembre de 2005 | Kitt Peak            | Spacewatch               |
| 240778             | 2005 SJ104             | 25 de setembre de 2005 | Kitt Peak            | Spacewatch               |
| 240779             | 2005 SM187             | 29 de setembre de 2005 | Anderson Mesa        | LONEOS                   |
| 240780             | 2005 SA221             | 29 de setembre de 2005 | Catalina             | CSS                      |
| 240781             | 2005 SZ264             | 26 de setembre de 2005 | Kitt Peak            | Spacewatch               |
| 240782             | 2005 SQ277             | 30 de setembre de 2005 | Mount Lemmon         | Mt. Lemmon Survey        |
| 240783             | 2005 TP101             | 7 d'octubre de 2005    | Catalina             | CSS                      |
| 240784             | 2005 TG153             | 7 d'octubre de 2005    | Socorro              | LINEAR                   |
| 240785             | 2005 TO188             | 10 d'octubre de 2005   | Catalina             | CSS                      |
| 240786             | 2005 UV36              | 24 d'octubre de 2005   | Kitt Peak            | Spacewatch               |
| 240787             | 2005 UY64              | 20 d'octubre de 2005   | Mount Lemmon         | Mt. Lemmon Survey        |
| 240788             | 2005 UK112             | 22 d'octubre de 2005   | Kitt Peak            | Spacewatch               |
| 240789             | 2005 UM156             | 28 d'octubre de 2005   | Junk Bond            | D. Healy                 |
| 240790             | 2005 UH505             | 24 d'octubre de 2005   | Mauna Kea            | D. J. Tholen             |
| 240791             | 2005 VN54              | 4 de novembre de 2005  | Kitt Peak            | Spacewatch               |
| 240792             | 2005 VO65              | 1 de novembre de 2005  | Mount Lemmon         | Mt. Lemmon Survey        |
| 240793             | 2005 VC107             | 5 de novembre de 2005  | Kitt Peak            | Spacewatch               |
| 240794             | 2005 WG87              | 28 de novembre de 2005 | Mount Lemmon         | Mt. Lemmon Survey        |
| 240795             | 2005 WP89              | 26 de novembre de 2005 | Kitt Peak            | Spacewatch               |
| 240796             | 2005 WL160             | 28 de novembre de 2005 | Kitt Peak            | Spacewatch               |
| 240797             | 2005 XE32              | 4 de desembre de 2005  | Kitt Peak            | Spacewatch               |
| 240798             | 2005 XF37              | 4 de desembre de 2005  | Kitt Peak            | Spacewatch               |
| 240799             | 2005 XF82              | 8 de desembre de 2005  | Kitt Peak            | Spacewatch               |
| 240800             | 2005 YY12              | 22 de desembre de 2005 | Kitt Peak            | Spacewatch               |

## 240801-240900
| Nom    | Designació provisional | Data de descobriment   | Lloc de descobriment | Descobridor/s     |
| ------ | ---------------------- | ---------------------- | -------------------- | ----------------- |
| 240801 | 2005 YN62              | 24 de desembre de 2005 | Kitt Peak            | Spacewatch        |
| 240802 | 2005 YT70              | 27 de desembre de 2005 | Mount Lemmon         | Mt. Lemmon Survey |
| 240803 | 2005 YJ90              | 26 de desembre de 2005 | Mount Lemmon         | Mt. Lemmon Survey |
| 240804 | 2005 YX105             | 25 de desembre de 2005 | Kitt Peak            | Spacewatch        |
| 240805 | 2005 YL143             | 28 de desembre de 2005 | Mount Lemmon         | Mt. Lemmon Survey |
| 240806 | 2005 YE198             | 25 de desembre de 2005 | Kitt Peak            | Spacewatch        |
| 240807 | 2005 YF204             | 25 de desembre de 2005 | Mount Lemmon         | Mt. Lemmon Survey |
| 240808 | 2005 YV204             | 25 de desembre de 2005 | Mount Lemmon         | Mt. Lemmon Survey |
| 240809 | 2005 YT207             | 30 de desembre de 2005 | Kitt Peak            | Spacewatch        |
| 240810 | 2005 YW230             | 26 de desembre de 2005 | Mount Lemmon         | Mt. Lemmon Survey |
| 240811 | 2005 YG269             | 25 de desembre de 2005 | Mount Lemmon         | Mt. Lemmon Survey |
| 240812 | 2005 YB271             | 28 de desembre de 2005 | Mount Lemmon         | Mt. Lemmon Survey |
| 240813 | 2006 AT11              | 3 de gener de 2006     | Socorro              | LINEAR            |
| 240814 | 2006 AC13              | 5 de gener de 2006     | Kitt Peak            | Spacewatch        |
| 240815 | 2006 AL15              | 5 de gener de 2006     | Mount Lemmon         | Mt. Lemmon Survey |
| 240816 | 2006 AN16              | 4 de gener de 2006     | Mount Lemmon         | Mt. Lemmon Survey |
| 240817 | 2006 AC19              | 5 de gener de 2006     | Kitt Peak            | Spacewatch        |
| 240818 | 2006 AW19              | 5 de gener de 2006     | Catalina             | CSS               |
| 240819 | 2006 AE61              | 5 de gener de 2006     | Kitt Peak            | Spacewatch        |
| 240820 | 2006 AY67              | 5 de gener de 2006     | Mount Lemmon         | Mt. Lemmon Survey |
| 240821 | 2006 AA69              | 6 de gener de 2006     | Kitt Peak            | Spacewatch        |
| 240822 | 2006 AU76              | 5 de gener de 2006     | Anderson Mesa        | LONEOS            |
| 240823 | 2006 AY77              | 7 de gener de 2006     | Mount Lemmon         | Mt. Lemmon Survey |
| 240824 | 2006 AH100             | 6 de gener de 2006     | Mount Lemmon         | Mt. Lemmon Survey |
| 240825 | 2006 BZ16              | 22 de gener de 2006    | Anderson Mesa        | LONEOS            |
| 240826 | 2006 BW19              | 22 de gener de 2006    | Anderson Mesa        | LONEOS            |
| 240827 | 2006 BT21              | 22 de gener de 2006    | Mount Lemmon         | Mt. Lemmon Survey |
| 240828 | 2006 BT22              | 22 de gener de 2006    | Mount Lemmon         | Mt. Lemmon Survey |
| 240829 | 2006 BG24              | 23 de gener de 2006    | Mount Lemmon         | Mt. Lemmon Survey |
| 240830 | 2006 BD26              | 22 de gener de 2006    | Anderson Mesa        | LONEOS            |
| 240831 | 2006 BL38              | 23 de gener de 2006    | Kitt Peak            | Spacewatch        |
| 240832 | 2006 BP38              | 23 de gener de 2006    | Mount Lemmon         | Mt. Lemmon Survey |
| 240833 | 2006 BH45              | 23 de gener de 2006    | Mount Lemmon         | Mt. Lemmon Survey |
| 240834 | 2006 BT57              | 23 de gener de 2006    | Kitt Peak            | Spacewatch        |
| 240835 | 2006 BG74              | 23 de gener de 2006    | Kitt Peak            | Spacewatch        |
| 240836 | 2006 BF79              | 23 de gener de 2006    | Kitt Peak            | Spacewatch        |
| 240837 | 2006 BH79              | 23 de gener de 2006    | Kitt Peak            | Spacewatch        |
| 240838 | 2006 BQ79              | 23 de gener de 2006    | Kitt Peak            | Spacewatch        |
| 240839 | 2006 BU80              | 23 de gener de 2006    | Kitt Peak            | Spacewatch        |
| 240840 | 2006 BT85              | 25 de gener de 2006    | Catalina             | CSS               |
| 240841 | 2006 BW92              | 26 de gener de 2006    | Kitt Peak            | Spacewatch        |
| 240842 | 2006 BP95              | 26 de gener de 2006    | Kitt Peak            | Spacewatch        |
| 240843 | 2006 BJ125             | 26 de gener de 2006    | Kitt Peak            | Spacewatch        |
| 240844 | 2006 BR125             | 26 de gener de 2006    | Kitt Peak            | Spacewatch        |
| 240845 | 2006 BA126             | 26 de gener de 2006    | Kitt Peak            | Spacewatch        |
| 240846 | 2006 BE131             | 26 de gener de 2006    | Kitt Peak            | Spacewatch        |
| 240847 | 2006 BV136             | 28 de gener de 2006    | Mount Lemmon         | Mt. Lemmon Survey |
| 240848 | 2006 BU139             | 29 de gener de 2006    | Kitt Peak            | Spacewatch        |
| 240849 | 2006 BT147             | 31 de gener de 2006    | 7300                 | W. K. Y. Yeung    |
| 240850 | 2006 BW151             | 25 de gener de 2006    | Kitt Peak            | Spacewatch        |
| 240851 | 2006 BR153             | 25 de gener de 2006    | Kitt Peak            | Spacewatch        |
| 240852 | 2006 BL154             | 25 de gener de 2006    | Kitt Peak            | Spacewatch        |
| 240853 | 2006 BQ156             | 25 de gener de 2006    | Kitt Peak            | Spacewatch        |
| 240854 | 2006 BB169             | 26 de gener de 2006    | Mount Lemmon         | Mt. Lemmon Survey |
| 240855 | 2006 BS184             | 28 de gener de 2006    | Mount Lemmon         | Mt. Lemmon Survey |
| 240856 | 2006 BA189             | 28 de gener de 2006    | Kitt Peak            | Spacewatch        |
| 240857 | 2006 BM195             | 30 de gener de 2006    | Kitt Peak            | Spacewatch        |
| 240858 | 2006 BC200             | 30 de gener de 2006    | Kitt Peak            | Spacewatch        |
| 240859 | 2006 BM211             | 31 de gener de 2006    | Kitt Peak            | Spacewatch        |
| 240860 | 2006 BE217             | 27 de gener de 2006    | Anderson Mesa        | LONEOS            |
| 240861 | 2006 BN227             | 30 de gener de 2006    | Kitt Peak            | Spacewatch        |
| 240862 | 2006 BW268             | 27 de gener de 2006    | Catalina             | CSS               |
| 240863 | 2006 CN1               | 1 de febrer de 2006    | Vail-Jarnac          | Jarnac            |
| 240864 | 2006 CV4               | 1 de febrer de 2006    | Kitt Peak            | Spacewatch        |
| 240865 | 2006 CR17              | 1 de febrer de 2006    | Kitt Peak            | Spacewatch        |
| 240866 | 2006 CT21              | 1 de febrer de 2006    | Kitt Peak            | Spacewatch        |
| 240867 | 2006 CZ39              | 2 de febrer de 2006    | Mount Lemmon         | Mt. Lemmon Survey |
| 240868 | 2006 CK46              | 3 de febrer de 2006    | Kitt Peak            | Spacewatch        |
| 240869 | 2006 CD49              | 3 de febrer de 2006    | Kitt Peak            | Spacewatch        |
| 240870 | 2006 CY61              | 3 de febrer de 2006    | Mount Lemmon         | Mt. Lemmon Survey |
| 240871 | 2006 DA                | 19 de febrer de 2006   | Vicques              | M. Ory            |
| 240872 | 2006 DR3               | 20 de febrer de 2006   | Catalina             | CSS               |
| 240873 | 2006 DU3               | 20 de febrer de 2006   | Catalina             | CSS               |
| 240874 | 2006 DG7               | 20 de febrer de 2006   | Mount Lemmon         | Mt. Lemmon Survey |
| 240875 | 2006 DW13              | 22 de febrer de 2006   | Socorro              | LINEAR            |
| 240876 | 2006 DV23              | 20 de febrer de 2006   | Kitt Peak            | Spacewatch        |
| 240877 | 2006 DU27              | 20 de febrer de 2006   | Kitt Peak            | Spacewatch        |
| 240878 | 2006 DN29              | 20 de febrer de 2006   | Mount Lemmon         | Mt. Lemmon Survey |
| 240879 | 2006 DD30              | 20 de febrer de 2006   | Kitt Peak            | Spacewatch        |
| 240880 | 2006 DR34              | 20 de febrer de 2006   | Kitt Peak            | Spacewatch        |
| 240881 | 2006 DG40              | 22 de febrer de 2006   | Catalina             | CSS               |
| 240882 | 2006 DR46              | 20 de febrer de 2006   | Mount Lemmon         | Mt. Lemmon Survey |
| 240883 | 2006 DK49              | 21 de febrer de 2006   | Catalina             | CSS               |
| 240884 | 2006 DM52              | 24 de febrer de 2006   | Kitt Peak            | Spacewatch        |
| 240885 | 2006 DT60              | 24 de febrer de 2006   | Kitt Peak            | Spacewatch        |
| 240886 | 2006 DJ61              | 24 de febrer de 2006   | Kitt Peak            | Spacewatch        |
| 240887 | 2006 DA63              | 23 de febrer de 2006   | Anderson Mesa        | LONEOS            |
| 240888 | 2006 DK63              | 24 de febrer de 2006   | Pla D'Arguines       | Pla D'Arguines    |
| 240889 | 2006 DK64              | 20 de febrer de 2006   | Socorro              | LINEAR            |
| 240890 | 2006 DP69              | 20 de febrer de 2006   | Kitt Peak            | Spacewatch        |
| 240891 | 2006 DT69              | 20 de febrer de 2006   | Mount Lemmon         | Mt. Lemmon Survey |
| 240892 | 2006 DV69              | 20 de febrer de 2006   | Mount Lemmon         | Mt. Lemmon Survey |
| 240893 | 2006 DT71              | 21 de febrer de 2006   | Mount Lemmon         | Mt. Lemmon Survey |
| 240894 | 2006 DE74              | 23 de febrer de 2006   | Anderson Mesa        | LONEOS            |
| 240895 | 2006 DV76              | 24 de febrer de 2006   | Kitt Peak            | Spacewatch        |
| 240896 | 2006 DW87              | 24 de febrer de 2006   | Kitt Peak            | Spacewatch        |
| 240897 | 2006 DY90              | 24 de febrer de 2006   | Kitt Peak            | Spacewatch        |
| 240898 | 2006 DR97              | 24 de febrer de 2006   | Kitt Peak            | Spacewatch        |
| 240899 | 2006 DV97              | 24 de febrer de 2006   | Mount Lemmon         | Mt. Lemmon Survey |
| 240900 | 2006 DB98              | 24 de febrer de 2006   | Kitt Peak            | Spacewatch        |

## 240901-241000
| Nom    | Designació provisional | Data de descobriment | Lloc de descobriment | Descobridor/s        |
| ------ | ---------------------- | -------------------- | -------------------- | -------------------- |
| 240901 | 2006 DM101             | 25 de febrer de 2006 | Kitt Peak            | Spacewatch           |
| 240902 | 2006 DW105             | 25 de febrer de 2006 | Mount Lemmon         | Mt. Lemmon Survey    |
| 240903 | 2006 DK115             | 27 de febrer de 2006 | Kitt Peak            | Spacewatch           |
| 240904 | 2006 DV131             | 25 de febrer de 2006 | Kitt Peak            | Spacewatch           |
| 240905 | 2006 DH147             | 25 de febrer de 2006 | Kitt Peak            | Spacewatch           |
| 240906 | 2006 DQ147             | 25 de febrer de 2006 | Kitt Peak            | Spacewatch           |
| 240907 | 2006 DT150             | 25 de febrer de 2006 | Kitt Peak            | Spacewatch           |
| 240908 | 2006 DU150             | 25 de febrer de 2006 | Kitt Peak            | Spacewatch           |
| 240909 | 2006 DO156             | 27 de febrer de 2006 | Kitt Peak            | Spacewatch           |
| 240910 | 2006 DR170             | 27 de febrer de 2006 | Kitt Peak            | Spacewatch           |
| 240911 | 2006 DO183             | 27 de febrer de 2006 | Kitt Peak            | Spacewatch           |
| 240912 | 2006 DU190             | 27 de febrer de 2006 | Kitt Peak            | Spacewatch           |
| 240913 | 2006 DC192             | 27 de febrer de 2006 | Kitt Peak            | Spacewatch           |
| 240914 | 2006 DQ196             | 24 de febrer de 2006 | Kitt Peak            | Spacewatch           |
| 240915 | 2006 DG211             | 24 de febrer de 2006 | Kitt Peak            | Spacewatch           |
| 240916 | 2006 DH215             | 24 de febrer de 2006 | Kitt Peak            | Spacewatch           |
| 240917 | 2006 EU                | 4 de març de 2006    | Goodricke-Pigott     | R. A. Tucker         |
| 240918 | 2006 EO15              | 2 de març de 2006    | Kitt Peak            | Spacewatch           |
| 240919 | 2006 EV42              | 4 de març de 2006    | Kitt Peak            | Spacewatch           |
| 240920 | 2006 EJ63              | 5 de març de 2006    | Kitt Peak            | Spacewatch           |
| 240921 | 2006 EF67              | 8 de març de 2006    | Kitt Peak            | Spacewatch           |
| 240922 | 2006 FS3               | 23 de març de 2006   | Kitt Peak            | Spacewatch           |
| 240923 | 2006 FN4               | 23 de març de 2006   | Kitt Peak            | Spacewatch           |
| 240924 | 2006 FY4               | 23 de març de 2006   | Mount Lemmon         | Mt. Lemmon Survey    |
| 240925 | 2006 FP5               | 23 de març de 2006   | Mount Lemmon         | Mt. Lemmon Survey    |
| 240926 | 2006 FW8               | 23 de març de 2006   | Catalina             | CSS                  |
| 240927 | 2006 FB10              | 26 de març de 2006   | Reedy Creek          | J. Broughton         |
| 240928 | 2006 FM15              | 23 de març de 2006   | Mount Lemmon         | Mt. Lemmon Survey    |
| 240929 | 2006 FU15              | 23 de març de 2006   | Mount Lemmon         | Mt. Lemmon Survey    |
| 240930 | 2006 FN22              | 24 de març de 2006   | Mount Lemmon         | Mt. Lemmon Survey    |
| 240931 | 2006 FQ29              | 24 de març de 2006   | Mount Lemmon         | Mt. Lemmon Survey    |
| 240932 | 2006 FE31              | 25 de març de 2006   | Mount Lemmon         | Mt. Lemmon Survey    |
| 240933 | 2006 FT31              | 25 de març de 2006   | Kitt Peak            | Spacewatch           |
| 240934 | 2006 FK42              | 26 de març de 2006   | Mount Lemmon         | Mt. Lemmon Survey    |
| 240935 | 2006 FW49              | 26 de març de 2006   | Anderson Mesa        | LONEOS               |
| 240936 | 2006 FU50              | 26 de març de 2006   | Siding Spring        | Siding Spring Survey |
| 240937 | 2006 GD1               | 2 d'abril de 2006    | Great Shefford       | P. Birtwhistle       |
| 240938 | 2006 GV7               | 2 d'abril de 2006    | Kitt Peak            | Spacewatch           |
| 240939 | 2006 GC15              | 2 d'abril de 2006    | Kitt Peak            | Spacewatch           |
| 240940 | 2006 GF21              | 2 d'abril de 2006    | Mount Lemmon         | Mt. Lemmon Survey    |
| 240941 | 2006 GK27              | 2 d'abril de 2006    | Kitt Peak            | Spacewatch           |
| 240942 | 2006 GG29              | 2 d'abril de 2006    | Kitt Peak            | Spacewatch           |
| 240943 | 2006 GM34              | 7 d'abril de 2006    | Kitt Peak            | Spacewatch           |
| 240944 | 2006 GE36              | 7 d'abril de 2006    | Anderson Mesa        | LONEOS               |
| 240945 | 2006 GP36              | 8 d'abril de 2006    | Kitt Peak            | Spacewatch           |
| 240946 | 2006 GY41              | 8 d'abril de 2006    | Catalina             | CSS                  |
| 240947 | 2006 GJ42              | 12 d'abril de 2006   | Palomar              | NEAT                 |
| 240948 | 2006 GK45              | 7 d'abril de 2006    | Kitt Peak            | Spacewatch           |
| 240949 | 2006 GE54              | 8 d'abril de 2006    | Kitt Peak            | Spacewatch           |
| 240950 | 2006 HX10              | 19 d'abril de 2006   | Kitt Peak            | Spacewatch           |
| 240951 | 2006 HF19              | 18 d'abril de 2006   | Kitt Peak            | Spacewatch           |
| 240952 | 2006 HJ26              | 20 d'abril de 2006   | Kitt Peak            | Spacewatch           |
| 240953 | 2006 HD35              | 19 d'abril de 2006   | Mount Lemmon         | Mt. Lemmon Survey    |
| 240954 | 2006 HG44              | 24 d'abril de 2006   | Mount Lemmon         | Mt. Lemmon Survey    |
| 240955 | 2006 HK44              | 24 d'abril de 2006   | Mount Lemmon         | Mt. Lemmon Survey    |
| 240956 | 2006 HA47              | 20 d'abril de 2006   | Kitt Peak            | Spacewatch           |
| 240957 | 2006 HZ54              | 21 d'abril de 2006   | Catalina             | CSS                  |
| 240958 | 2006 HT58              | 21 d'abril de 2006   | Catalina             | CSS                  |
| 240959 | 2006 HH65              | 24 d'abril de 2006   | Kitt Peak            | Spacewatch           |
| 240960 | 2006 HK69              | 24 d'abril de 2006   | Mount Lemmon         | Mt. Lemmon Survey    |
| 240961 | 2006 HB82              | 26 d'abril de 2006   | Kitt Peak            | Spacewatch           |
| 240962 | 2006 HD82              | 26 d'abril de 2006   | Kitt Peak            | Spacewatch           |
| 240963 | 2006 HC85              | 26 d'abril de 2006   | Siding Spring        | Siding Spring Survey |
| 240964 | 2006 HO88              | 30 d'abril de 2006   | Kitt Peak            | Spacewatch           |
| 240965 | 2006 HU113             | 25 d'abril de 2006   | Mount Lemmon         | Mt. Lemmon Survey    |
| 240966 | 2006 HU152             | 25 d'abril de 2006   | Mount Lemmon         | Mt. Lemmon Survey    |
| 240967 | 2006 JK2               | 1 de maig de 2006    | Kitt Peak            | Spacewatch           |
| 240968 | 2006 JY3               | 2 de maig de 2006    | Mount Lemmon         | Mt. Lemmon Survey    |
| 240969 | 2006 JH10              | 1 de maig de 2006    | Kitt Peak            | Spacewatch           |
| 240970 | 2006 JX12              | 1 de maig de 2006    | Kitt Peak            | Spacewatch           |
| 240971 | 2006 JB16              | 2 de maig de 2006    | Mount Lemmon         | Mt. Lemmon Survey    |
| 240972 | 2006 JK26              | 4 de maig de 2006    | Reedy Creek          | J. Broughton         |
| 240973 | 2006 JD30              | 3 de maig de 2006    | Kitt Peak            | Spacewatch           |
| 240974 | 2006 JX30              | 3 de maig de 2006    | Mount Lemmon         | Mt. Lemmon Survey    |
| 240975 | 2006 JF37              | 5 de maig de 2006    | Kitt Peak            | Spacewatch           |
| 240976 | 2006 JZ40              | 7 de maig de 2006    | Mount Lemmon         | Mt. Lemmon Survey    |
| 240977 | 2006 JP42              | 2 de maig de 2006    | Kitt Peak            | Spacewatch           |
| 240978 | 2006 JC45              | 7 de maig de 2006    | Mount Lemmon         | Mt. Lemmon Survey    |
| 240979 | 2006 JX45              | 8 de maig de 2006    | Siding Spring        | Siding Spring Survey |
| 240980 | 2006 JF55              | 9 de maig de 2006    | Mount Lemmon         | Mt. Lemmon Survey    |
| 240981 | 2006 JJ56              | 4 de maig de 2006    | Siding Spring        | Siding Spring Survey |
| 240982 | 2006 JL57              | 6 de maig de 2006    | Mount Lemmon         | Mt. Lemmon Survey    |
| 240983 | 2006 KW1               | 20 de maig de 2006   | Reedy Creek          | J. Broughton         |
| 240984 | 2006 KE5               | 19 de maig de 2006   | Mount Lemmon         | Mt. Lemmon Survey    |
| 240985 | 2006 KN7               | 19 de maig de 2006   | Mount Lemmon         | Mt. Lemmon Survey    |
| 240986 | 2006 KY10              | 19 de maig de 2006   | Mount Lemmon         | Mt. Lemmon Survey    |
| 240987 | 2006 KH41              | 19 de maig de 2006   | Catalina             | CSS                  |
| 240988 | 2006 KQ41              | 19 de maig de 2006   | Palomar              | NEAT                 |
| 240989 | 2006 KL50              | 21 de maig de 2006   | Kitt Peak            | Spacewatch           |
| 240990 | 2006 KN52              | 21 de maig de 2006   | Kitt Peak            | Spacewatch           |
| 240991 | 2006 KF53              | 21 de maig de 2006   | Kitt Peak            | Spacewatch           |
| 240992 | 2006 KW54              | 21 de maig de 2006   | Kitt Peak            | Spacewatch           |
| 240993 | 2006 KO57              | 22 de maig de 2006   | Kitt Peak            | Spacewatch           |
| 240994 | 2006 KZ61              | 22 de maig de 2006   | Kitt Peak            | Spacewatch           |
| 240995 | 2006 KM62              | 22 de maig de 2006   | Kitt Peak            | Spacewatch           |
| 240996 | 2006 KR62              | 22 de maig de 2006   | Kitt Peak            | Spacewatch           |
| 240997 | 2006 KT65              | 24 de maig de 2006   | Kitt Peak            | Spacewatch           |
| 240998 | 2006 KC67              | 24 de maig de 2006   | Mount Lemmon         | Mt. Lemmon Survey    |
| 240999 | 2006 KG68              | 20 de maig de 2006   | Catalina             | CSS                  |
| 241000 | 2006 KO72              | 22 de maig de 2006   | Siding Spring        | Siding Spring Survey |